# Freiberg (stad)
Freiberg is een gemeente en stad in de Duitse deelstaat Saksen gelegen tussen de steden Dresden en Chemnitz, met een geschiedenis in de mijnbouw. Het is de Kreisstadt van de Landkreis Mittelsachsen. De stad heeft een universiteit; daarom voert ze het predicaat Universitätsstadt vóór de eigenlijke plaatsnaam. Freiberg telt 39.948 inwoners.
 De historische Bergstadt behoort sinds 2019, samen met andere plaatselijke monumenten uit de mijnbouwgeschiedenis van het Ertsgebergte in Duitsland en Tsjechië, tot de UNESCO-Werelderfgoedlijst als "Montanregion Erzgebirge/Krušnohoří".

## Indeling van de gemeente

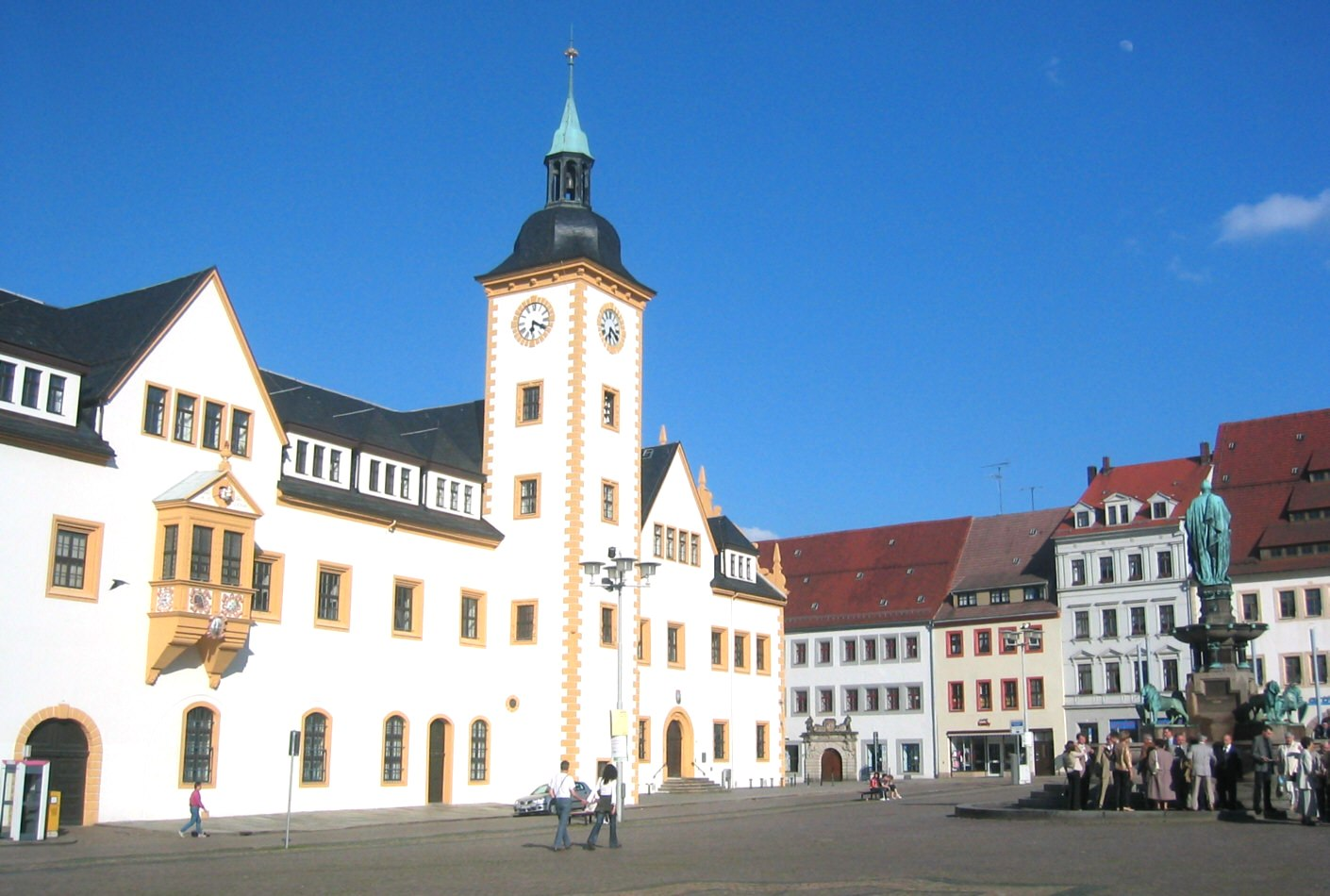
De Obermarkt met links het stadhuis
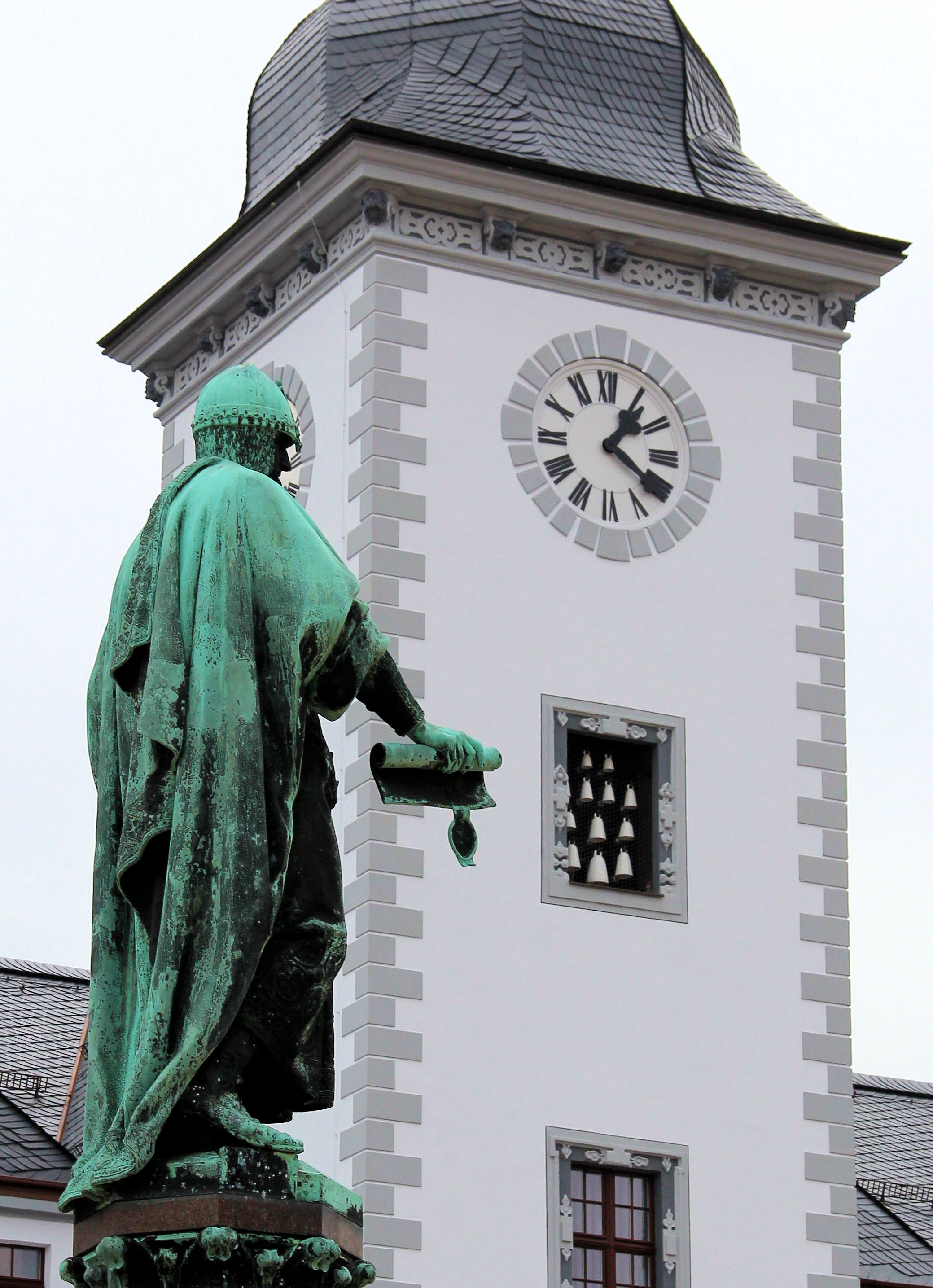
Porseleinen carillon (1986) in de toren van het stadhuis

Volgens artikel 1, lid 4 van de per 6 juni 2014 van kracht geworden hoofdgemeenteverordening (Hauptsatzung) bestaat de gemeente uit de volgende 8 stadsdelen:
- 001 Altstadt (centrum)
- 002 Freiberg Nord
- 003 Freiberg Ost
- 004 Freiberg Süd
- 005 Freiberg West
- 006 Zug, ten zuiden van het centrum
- 007 Kleinwaltersdorf, ten noordwesten van het centrum
- 008 Halsbach, ten oosten van het centrum.

Een plattegrond met daarop de situering van de 8 stadsdelen, en hun nadere indeling in stadswijken, is op bladzijde 14 van genoemde Hauptsatzung opgenomen.

## Geografie
Freiberg ligt tegen een helling aan, op gemiddeld ruim 400 meter boven de zeespiegel, in het noorden van het Ertsgebergte. De geologie van het stadsgebied is interessant, maar gecompliceerd. Zie voor meer details hierover het artikel over Freiberg op de Duitstalige Wikipedia.
Langs de oostkant van de stad loopt de, juist over de grens met Tsjechië ontspringende, rivier Freiberger Mulde. Deze is niet bevaarbaar. De Freiberger Mulde verenigt zich meer noordwestelijk met de Zwickauer Mulde tot de Mulde, een zijrivier van de Elbe.

## Infrastructuur

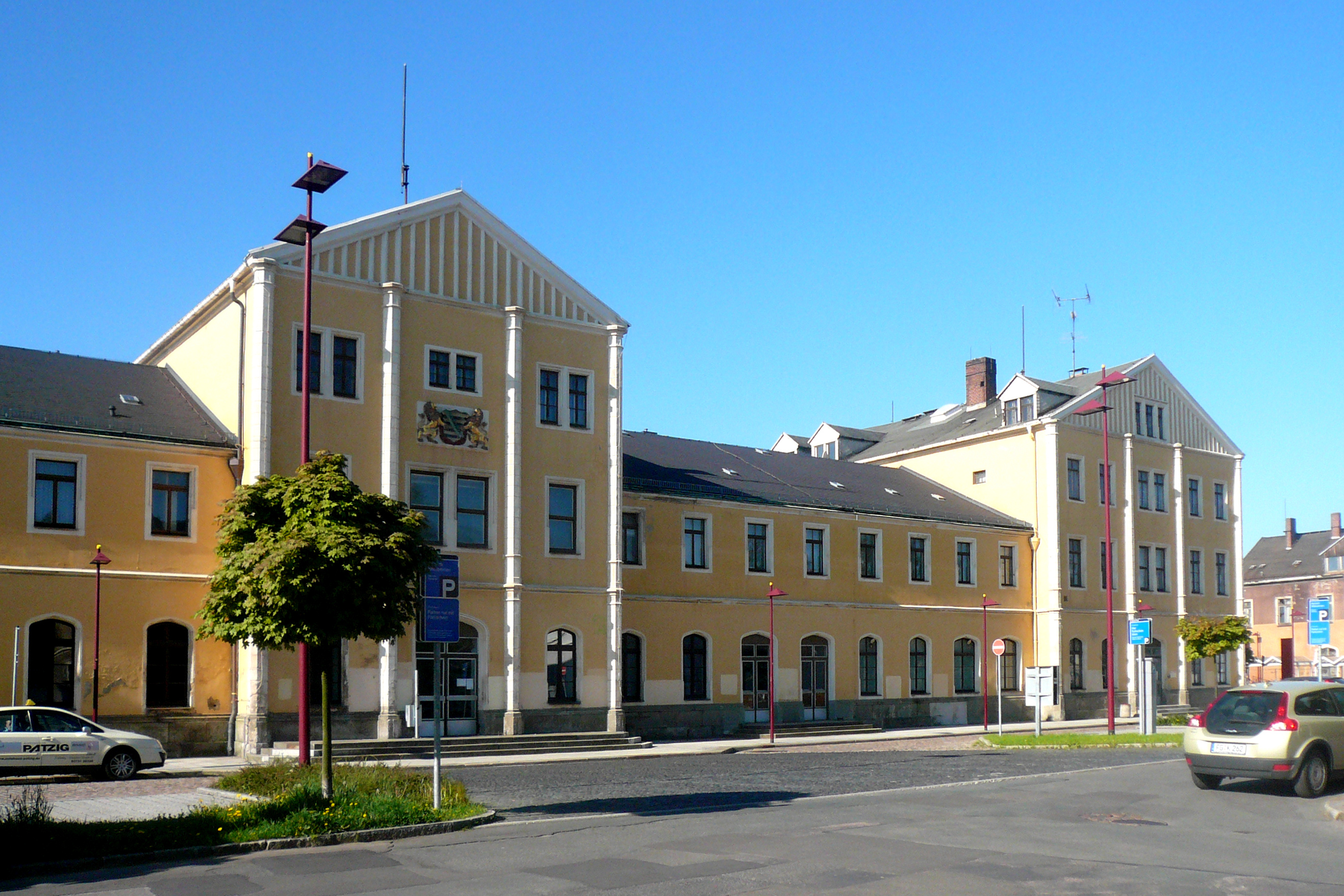
Straatzijde station (foto uit 2008)
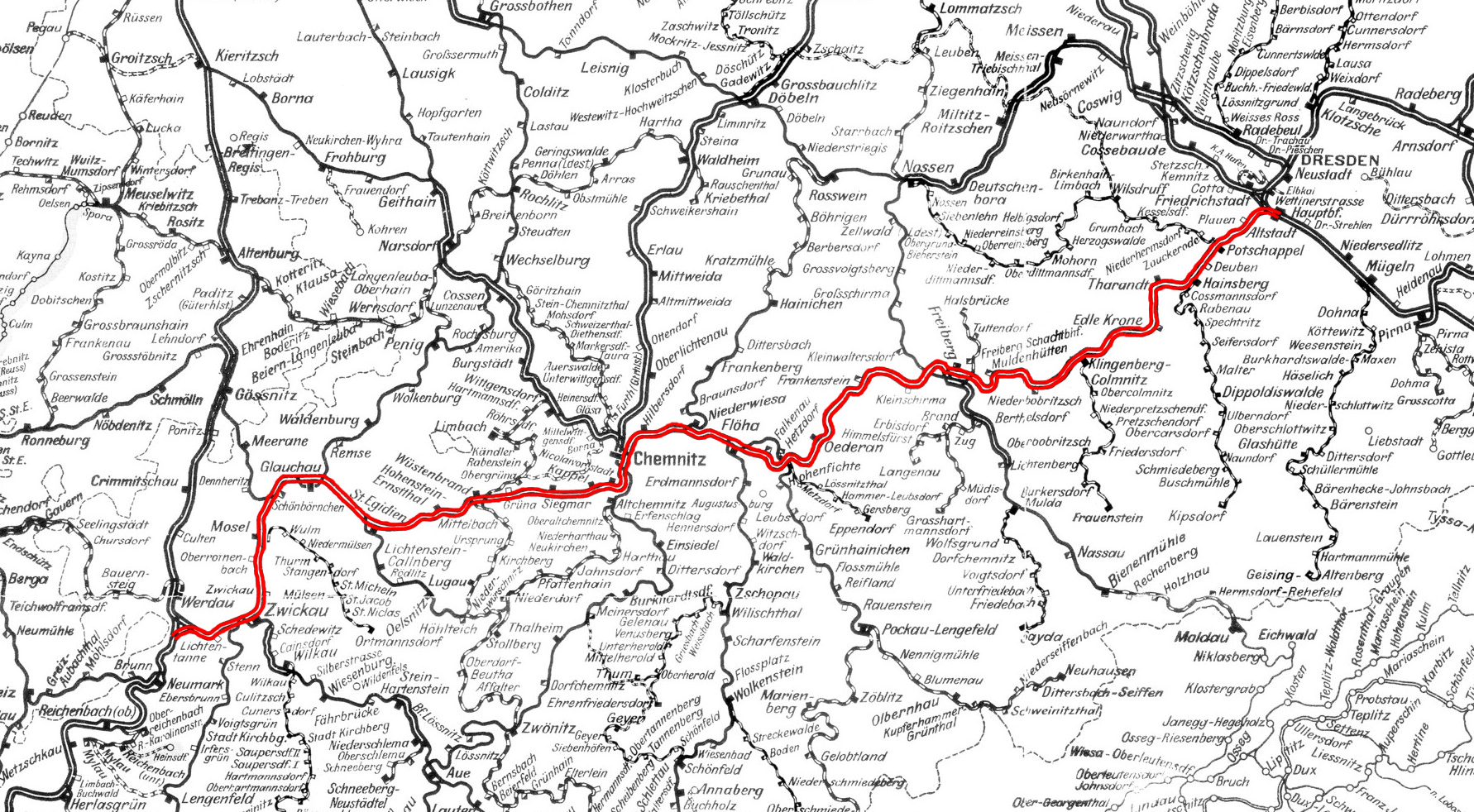
Kaart uit 1902 spoorlijn Dresden-Werdau; situering sedertdien niet ingrijpend gewijzigd
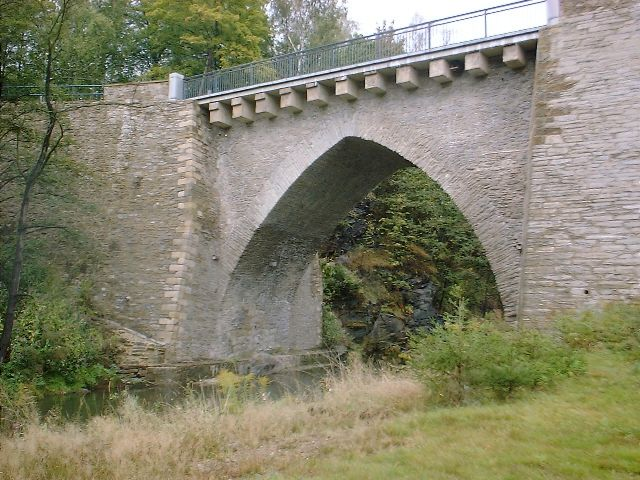
Hammerbrücke[5] over de Freiberger Mulde (1576)

In Freiberg kruisen de Bundesstraße 173 en de Bundesstraße 101 elkaar. Op 15 km ten noorden van Freiberg kruist de B101 de Autobahn A 4 op afrit 75 bij Siebenlehn, gemeente Großschirma.
Freiberg heeft sedert 1862 een station, dat officieel Bahnhof Freiberg (Sachs) heet. Het staat bijna één kilometer ten zuiden van het oude stadscentrum en ligt aan twee spoorlijnen:
- tussen station Moldava (okres Teplice) (Duits: Moldau), Tsjechië[6] en station Nossen, dat 23 km ten noorden van Freiberg ligt
- tussen station Werdau en Dresden Hauptbahnhof, via o.a. Zwickau Hauptbahnhof, Chemnitz Hauptbahnhof (35 km ten westen van Freiberg) en dus Freiberg, dat 40 km ten zuidwesten van Dresden ligt.

Van 1890 tot 1995 bestond ook een kleine spoorlijn Freiberg–Halsbrücke v.v..
De stad beschikt over een stads- en streekbusnet van negen lijnen, die echter buiten de spitsuren meestal slechts als belbus bediend worden.

## Naburige gemeentes
In de richting van de wijzers van de klok, beginnend in het noorden:
- Rothenfurth, gemeente Großschirma; bijna 20 km verderop Nossen
- Halsbrücke, en de daaronder ressorterende dorpen:
  - Tuttendorf
  - Conradsdorf
- Naundorf, gemeente Bobritzsch-Hilbersdorf
- Hilbersdorf
- Weißenborn
- Berthelsdorf
- Brand-Erbisdorf, in het zuiden
- Sankt Michaelis
- Oberschöna, en de daaronder ressorterende dorpen:
  - Kleinschirma
  - Langhennersdorf
- Großschirma; verderop, 25 km ten NW van Freiberg: Roßwein.

De plaatsen Nossen, Roßwein, Großschirma, Freiberg en Brand-Erbisdorf zijn zich geleidelijk tot een kleine agglomeratie met circa 75.000 inwoners aan het ontwikkelen.

## Economie
De laatste jaren vond een structurele economische verandering plaats en hebben zich in de stad bedrijven gevestigd die zich toeleggen op de technische ontwikkeling en vervaardiging van halfgeleiders en zonnepanelen. Freiberg is onderdeel van de te Dresden gevestigde industrie- en researchcluster Silicon-Saxony waar ook Nederlandse bedrijven als ASML in deelnemen.
Van de non-ferro-metaalindustrie, bloeiend in de DDR-periode, is nog één kopergieterij in de stad overgebleven. 
In Freiberg en omgeving wordt veel zonne- en windenergie opgewekt.
De stad is door haar bezienswaardigheden, de belangstelling voor industrieel erfgoed is sinds 2000 sterk toegenomen, centrum van een toenemend  toerisme.
Na de universiteit is het grote stedelijke ziekenhuis de belangrijkste werkgever in Freiberg.

## Geschiedenis

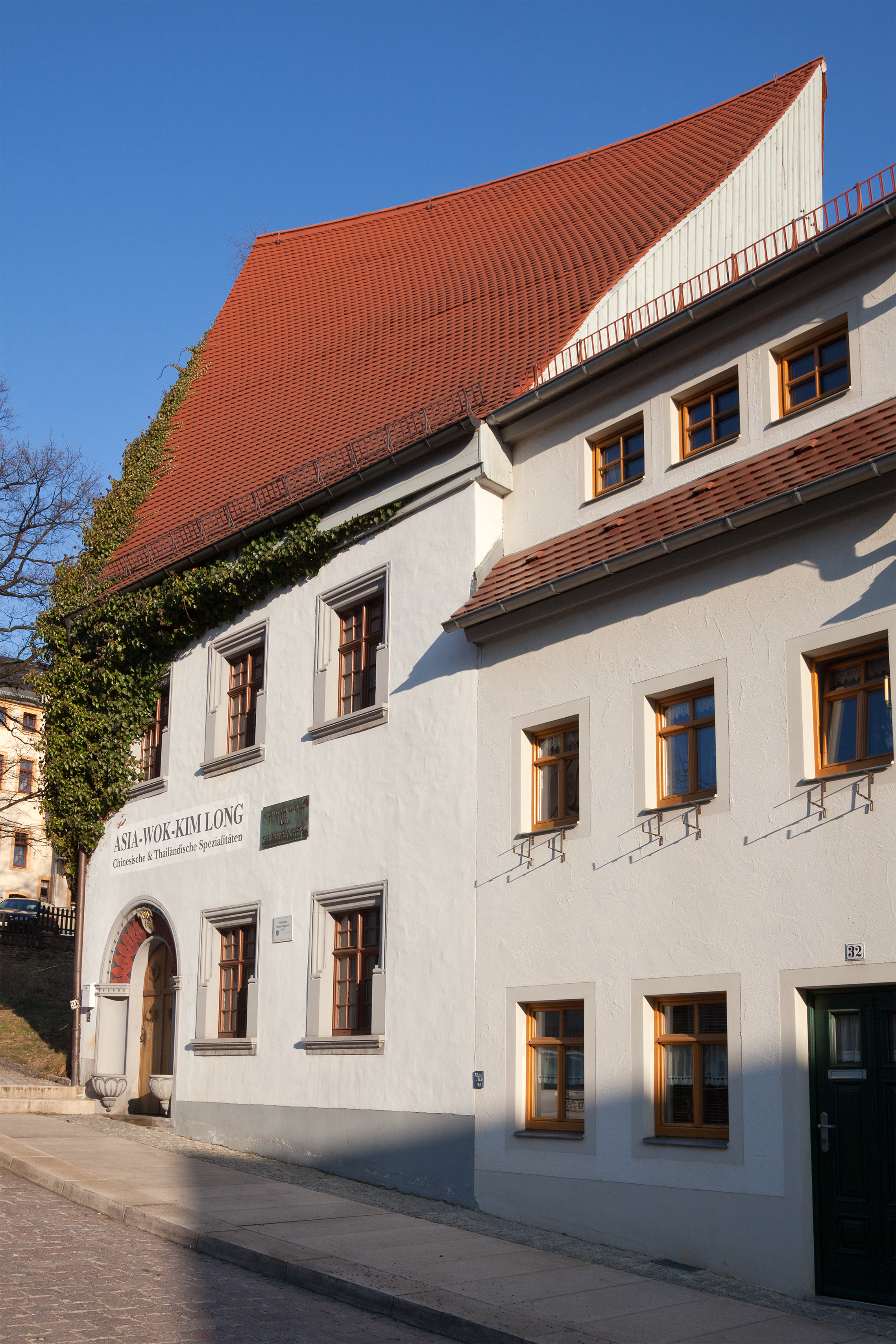
Huis Wasserturmstraße 34 op de Schüppchenberg. Hier lag vroeger het dorpje Christiansdorf.
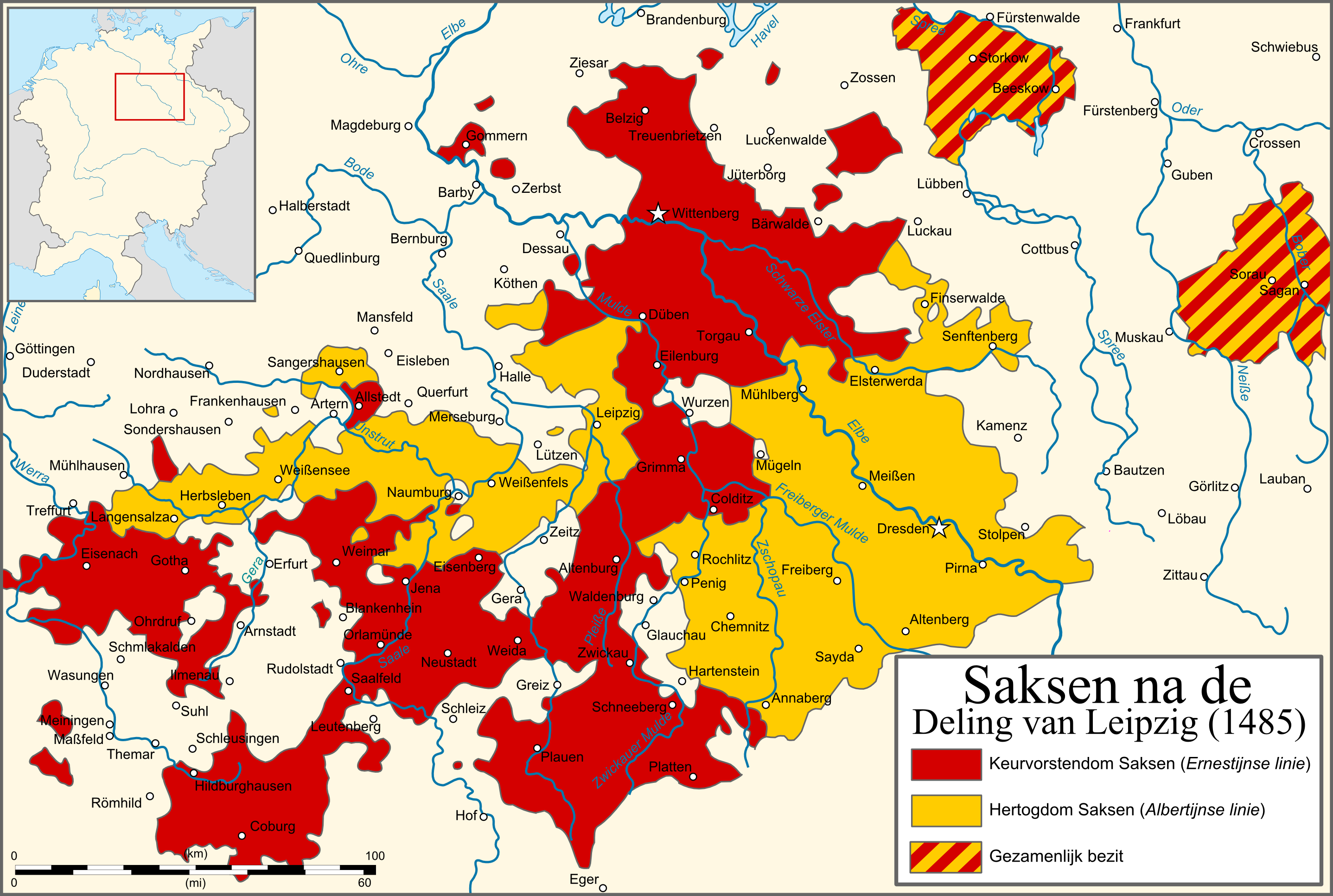
Saksen na de Deling van Leipzig in 1485
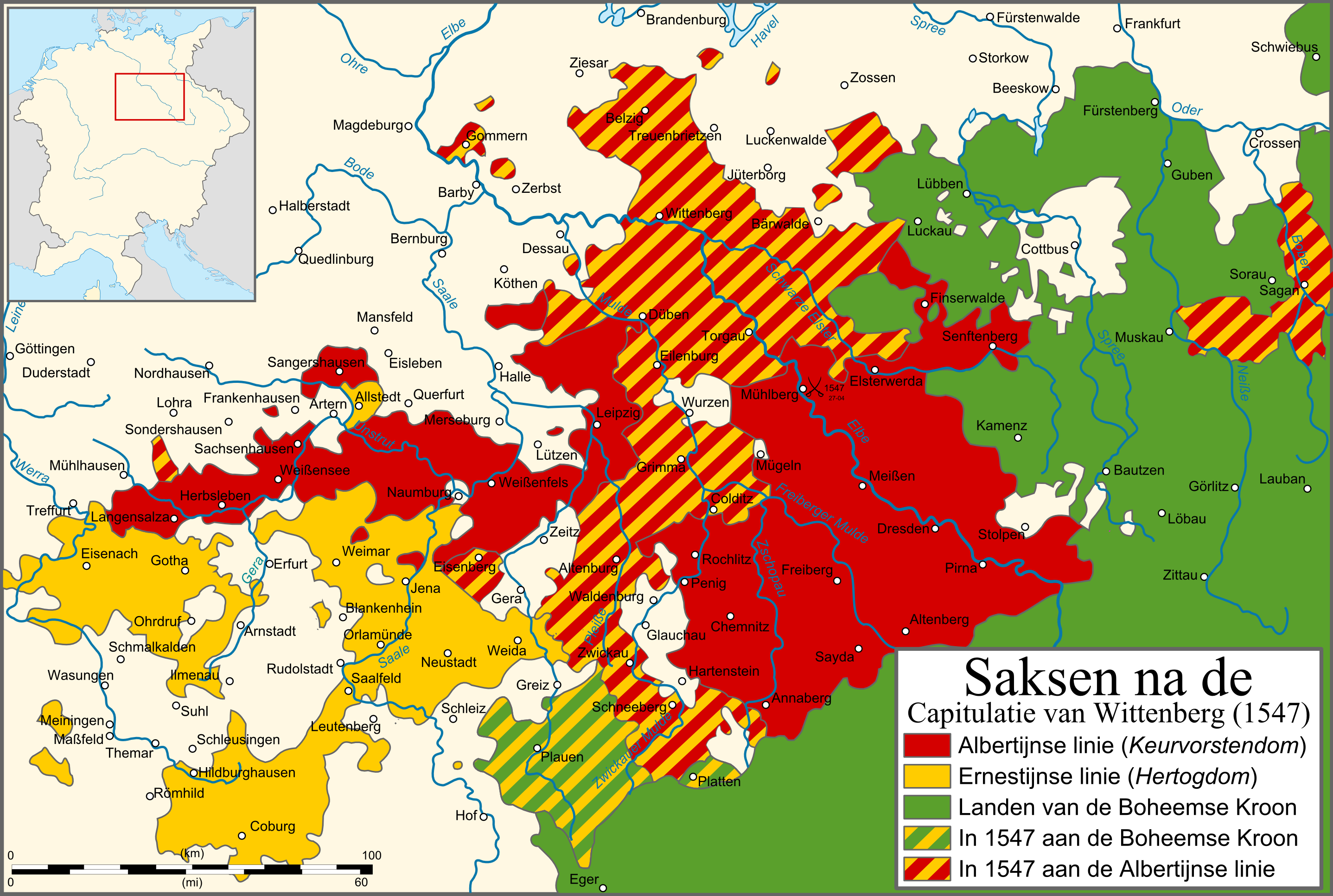
Verdeling van Saksen in 1547
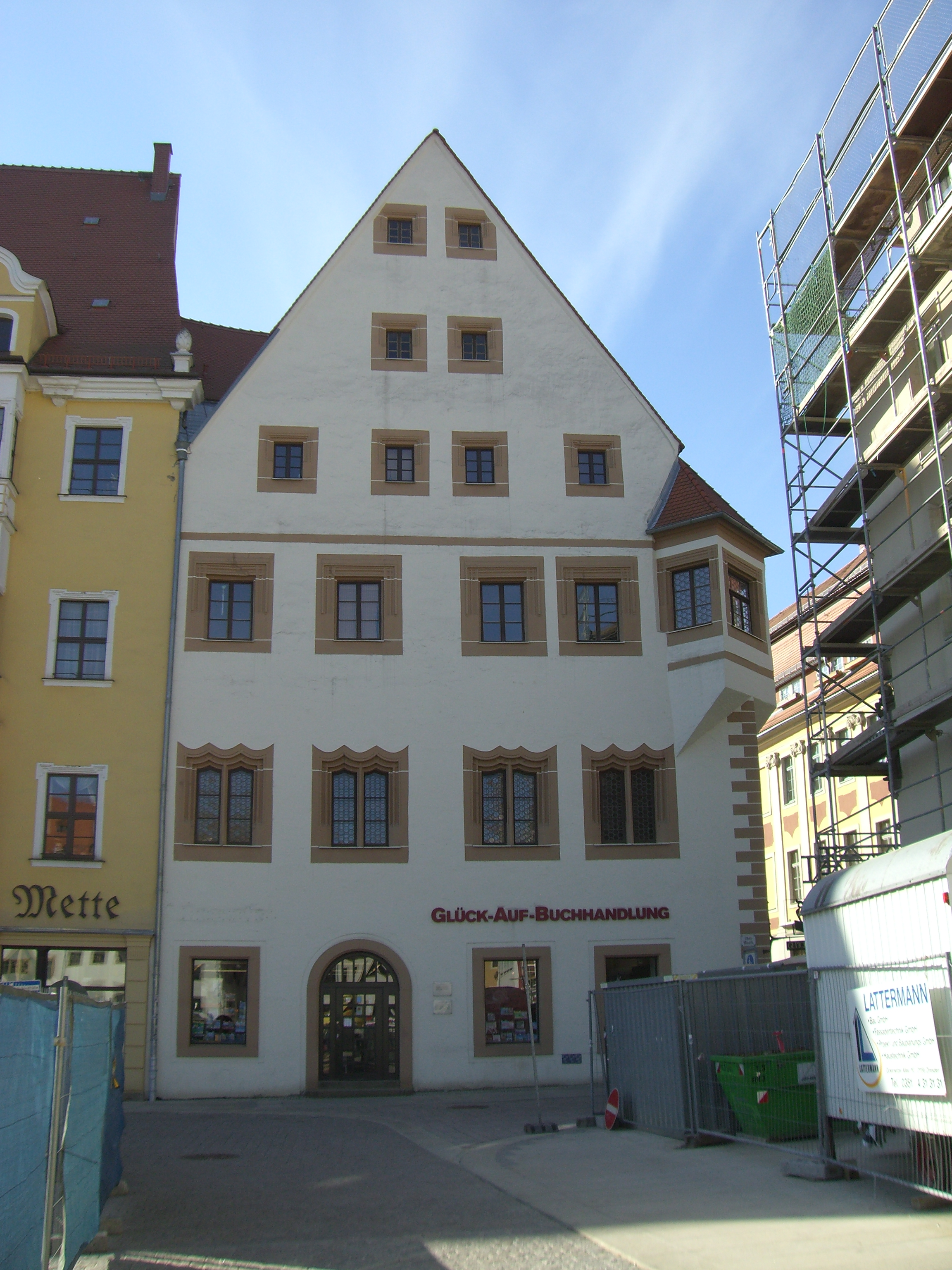
Alnpeckhaus, in het midden van de 16e eeuw het laatste muntgebouw van de stad
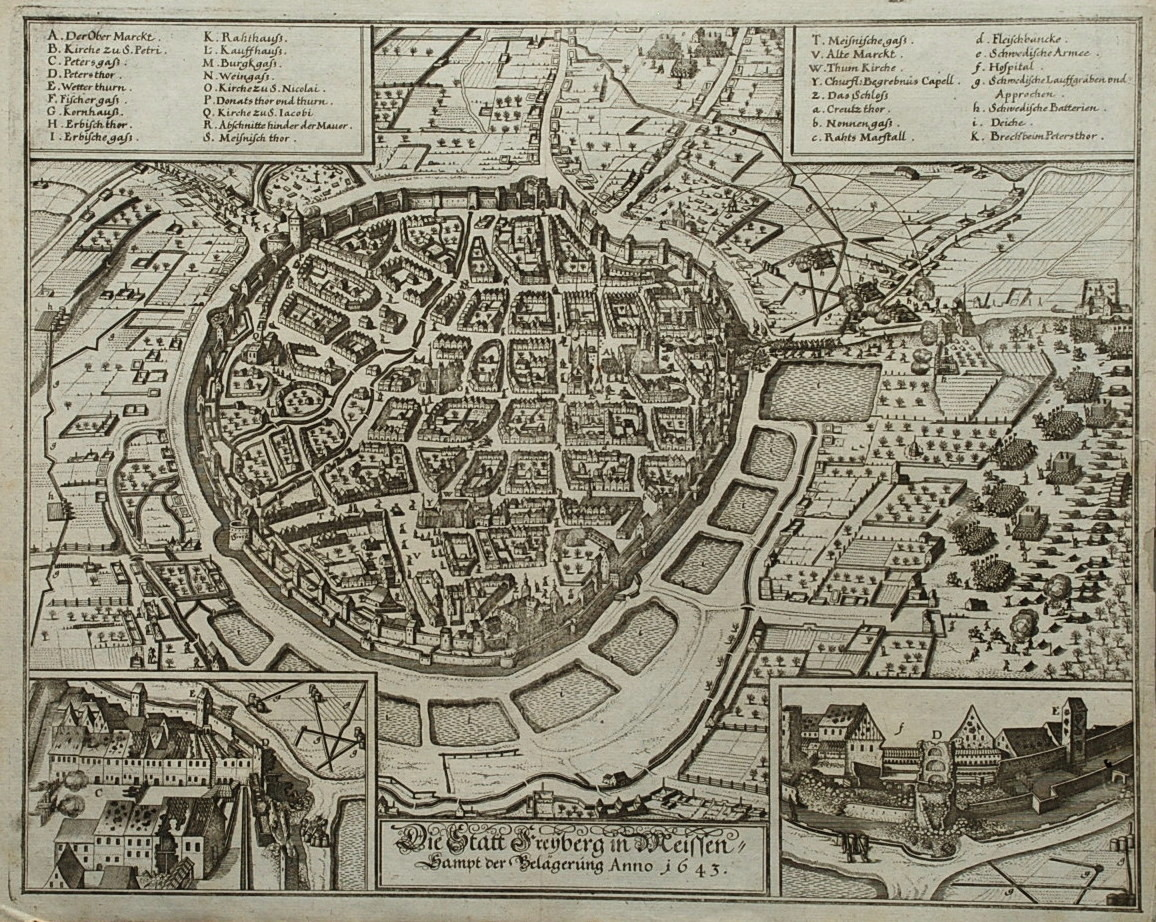
Freiberg in 1643, Merian-prent
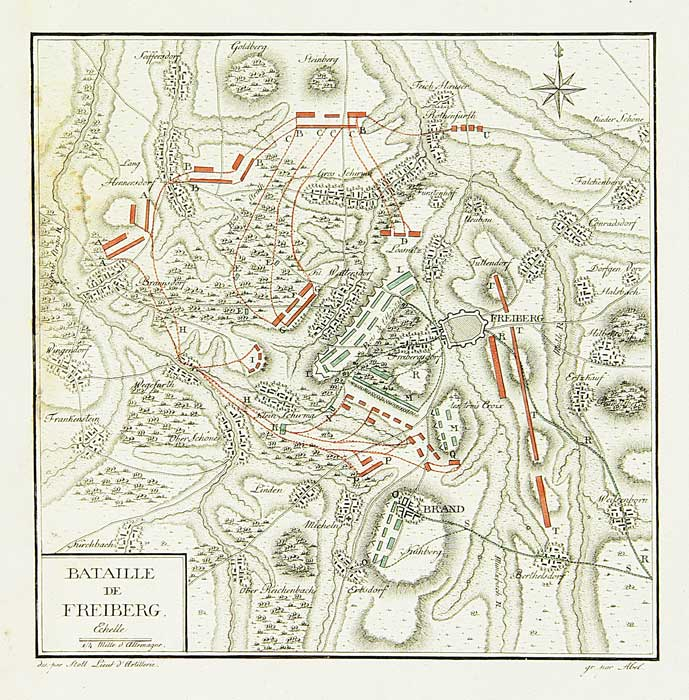
Slag bij Freiberg op 29 oktober 1762

Vanaf de 12e eeuw tot 1423 lag Freiberg in het Markgraafschap Meißen, daarna in het
Keurvorstendom Saksen (1423-1485), het Hertogdom Saksen (1485-1547) en het Keurvorstendom Saksen (1547-1806).
Freiberg bestaat al sedert het eind van de 12e eeuw, toen er na het snel verspreide gerucht Erstes Berggeschrey zilver werd gedolven, van de mijnbouw. Markgraaf Otto II van Meißen  had, na de eerste berichten over zilverertsvondsten, van keizer Frederik Barbarossa in 1170, het zgn. Bergregal ontvangen. Dit was het koninklijke privilege, om bodemvondsten te (laten) exploiteren. Otto II liet ten gunste van het cisterciënzer klooster Altzella, ten westen van het huidige Nossen, enige ontginningsdorpen stichten. Het belangrijkste van deze dorpen, Christiansdorf, aan de zuidoostkant van de huidige binnenstad, werd in 1268 bekend, omdat er zilvererts werd ontdekt. Markgraaf Otto verleende vervolgens op zijn beurt talrijke, met een Bergstad verbonden mijnbouwprivileges, en er ontwikkelde zich het huidige Freiberg. In 1225 werd de plaats door een grote brand verwoest, maar vrijwel direct weer opgebouwd. In 1233 werden alle rechten en plichten van de mijnwerkers en andere inwoners schriftelijk, in het ius Freibergensis, vastgelegd. Dit kwam mede neer op verlening van stadsrechten. Reeds rond 1185 werd met de bouw van een Mariakerk, de huidige Dom van Freiberg, begonnen. Van ca. 1170 tot 1556 (verplaatsing naar Dresden) was Freiberg ook een plaats met een belangrijke munt.  
Economische teruggang trad op vanaf het midden van de 14e eeuw. De zilvermijn begon minder op te brengen. In 1351 sloeg de als Zwarte Dood berucht geworden pestepidemie toe. Grote branden teisterden Freiberg in 1375, 1386, 1471 en 1484.
De stad was eeuwenlang, vooral in de 13e eeuw, welvarend; in die eeuw vestigden zich verscheidene kloosters in Freiberg. Na plm. 1500, toen Freiberg de facto enige tijd hoofdstad en residentie was van het Hertogdom (in deze tijd regeerden de hertogen vanuit Kasteel Freudenstein in Freiberg), volgde, mede doordat de zilvermijn weer meer opbracht, een tweede, korte bloeiperiode, hetgeen aan de vele fraaie bouwwerken in de binnenstad nog te zien is.
In 1536 voerde hertog Hendrik met harde hand de Reformatie door. Tot op de huidige dag is de meerderheid van de christenen in Freiberg evangelisch-luthers, wat ook geldt voor de meeste kerkgebouwen.
Gedurende de Dertigjarige Oorlog was de stad enige malen doelwit van o.a. keizerlijke en Zweedse troepen. Met name tussen 1630 en 1648 had Freiberg veel van deze oorlog te lijden. In de Zevenjarige Oorlog versloeg het door prins Hendrik aangevoerde leger van Pruisen op 29 oktober 1762 bij Freiberg een keizerlijk leger. In 1765 werd de Bergakademie (zie hierna) opgericht, en in 1790 werd het Stadttheater, een van de oudste nog bestaande schouwburgen in Duitsland, geopend. 
In de 19e en de eerste helft van de 20e eeuw vonden te Freiberg weinig gebeurtenissen plaats, die afweken van wat elders in Duitsland gebeurde. De mijnbouw kende nog een hausse in het derde kwart van de 19e eeuw, toen in het Himmelfahrt-complex nog jaarlijks veel zilver aan de dag kwam, maar nam vanaf 1873 in betekenis af; door o.a. monetaire maatregelen nam de vraag naar zilveren munten sterk af, en waarde van dit metaal daalde tot zeker 1886. Op 29 februari 1880 gebeurde in een van de mijnen, de Abrahamschacht, een ernstig ongeval. De zogenaamde Fahrkunst brak af, 13 mijnwerkers stortten 20 meter omlaag en 11 van hen kwamen om het leven. Zilver werd na 1913 niet meer gedolven; tot 1969 alleen nog zink en lood. Vanaf 1919 werden gedeelten van het complex ten behoeve van de Bergakademie en andere onderwijsinstellingen in stand gehouden voor onderwijs- en researchdoeleinden.
In de tijd van Adolf Hitlers Derde Rijk was er in de stad een buitencommando van het concentratiekamp Flossenbürg gevestigd. Van 31 augustus 1944 tot 14 april 1945 moesten tot wel duizend Joodse en Poolse vrouwen hier als dwangarbeid voor de firma Arado onderdelen van militaire vliegtuigen maken. Op 7 oktober 1944 vielen 172 doden door een geallieerd luchtbombardement op de stad, waarbij vooral de strategisch belangrijke spoorlijnen en emplacementen het doelwit waren. Aan het eind van de Tweede Wereldoorlog, in mei 1945, gaf de burgemeester van Freiberg, die een betrekkelijk fanatiek nazi was geweest, de stad tegen een bevel van hogerhand in, over aan het Rode Leger van de Sovjet-Unie. 
Freiberg lag vervolgens van 1949 tot 1990 in de DDR. In de DDR-periode steeg het aantal inwoners tijdelijk tot ongeveer 51.000, en werden enige nieuwe woonwijken gebouwd. De stad was het centrum van industrie, die elders gedolven non-ferrometalen zuiverde en verder verwerkte. Zeker tot plm. 1970 werd bij de verwerking van afval van deze fabrieken weinig rekening gehouden met daardoor ontstane schade aan het milieu.
Vanaf 1990, na de Duitse hereniging, daalde de bevolking tot circa 40.000 zielen. Enige fabrieken sloten hun poorten, omdat ze niet aan Westerse standaarden voldeden; ook trokken mensen weg naar economisch sterkere gebieden in westelijk Duitsland.
In 2015 kwam Freiberg negatief in het nieuws. Een groep neo-nazi's viel in juni in de stad verblijvende vluchtelingen, en in oktober doorreizende vluchtelingen  aan. De daders zijn nooit gevonden.

## Universiteit

Logo van de universiteit
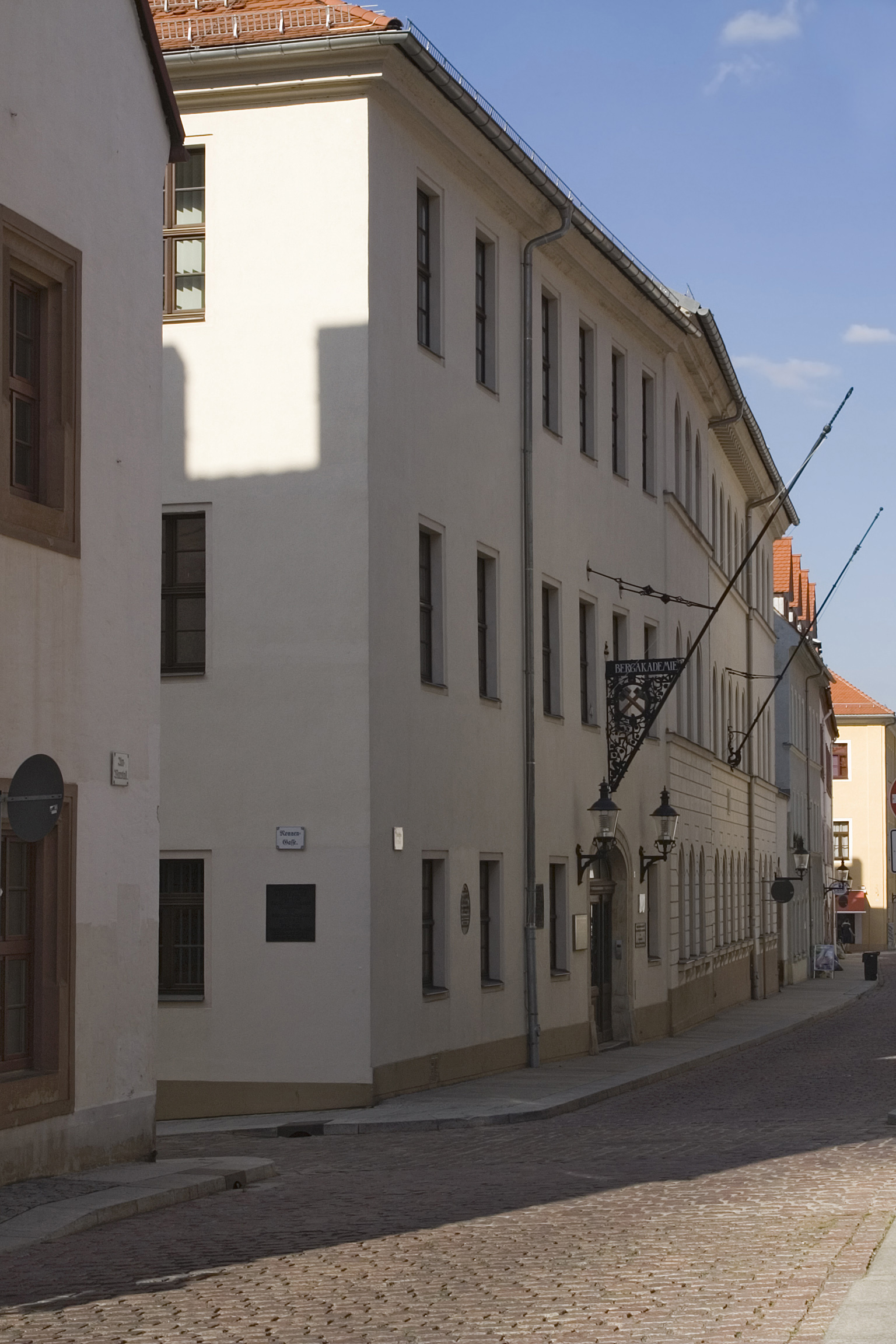
Huis van Friedrich Wilhelm von Oppel, waar in 1765 de Bergakademie werd opgericht
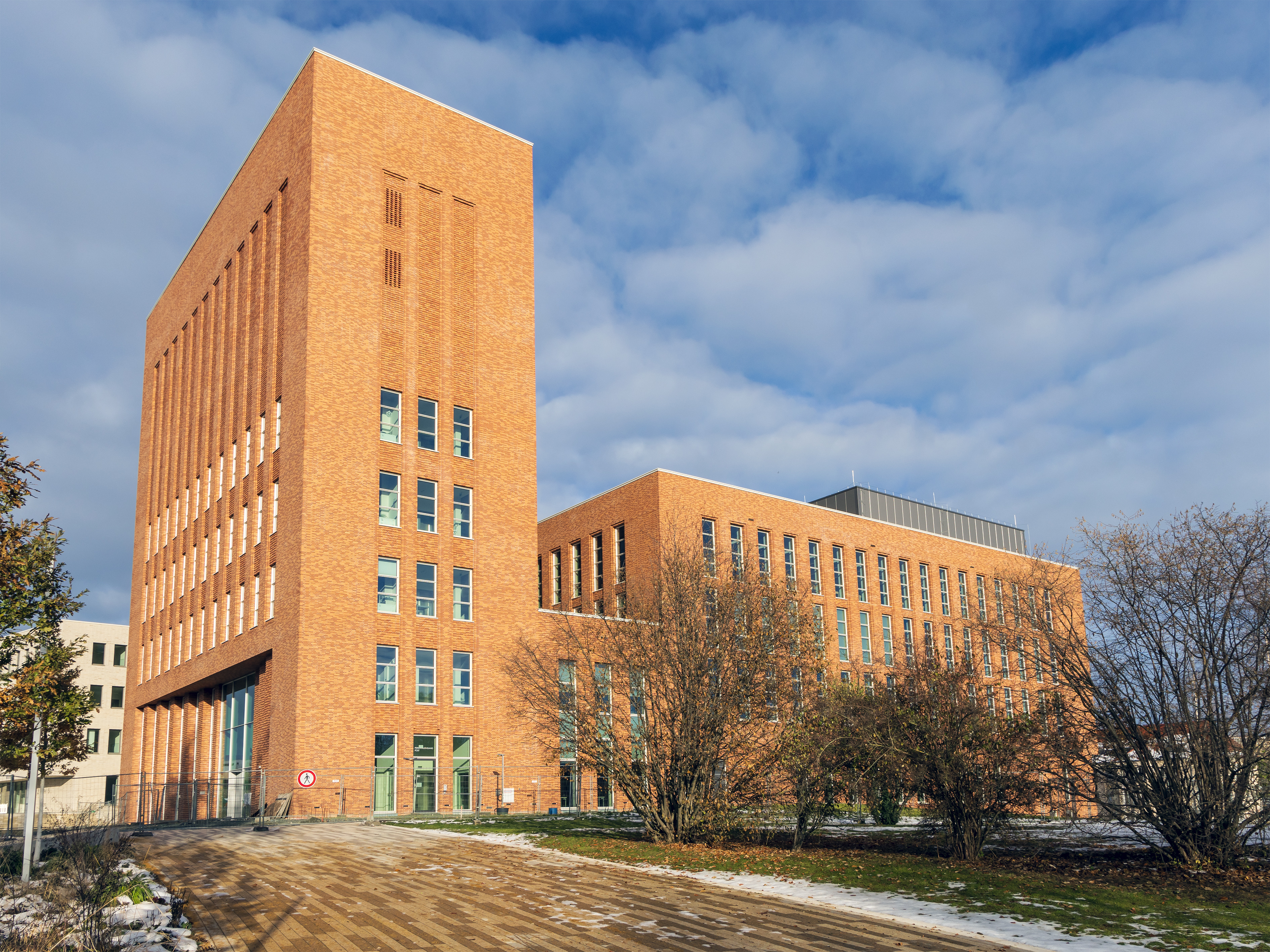
Bibliotheek en één der collegegebouwen van de universiteit, foto uit 2023
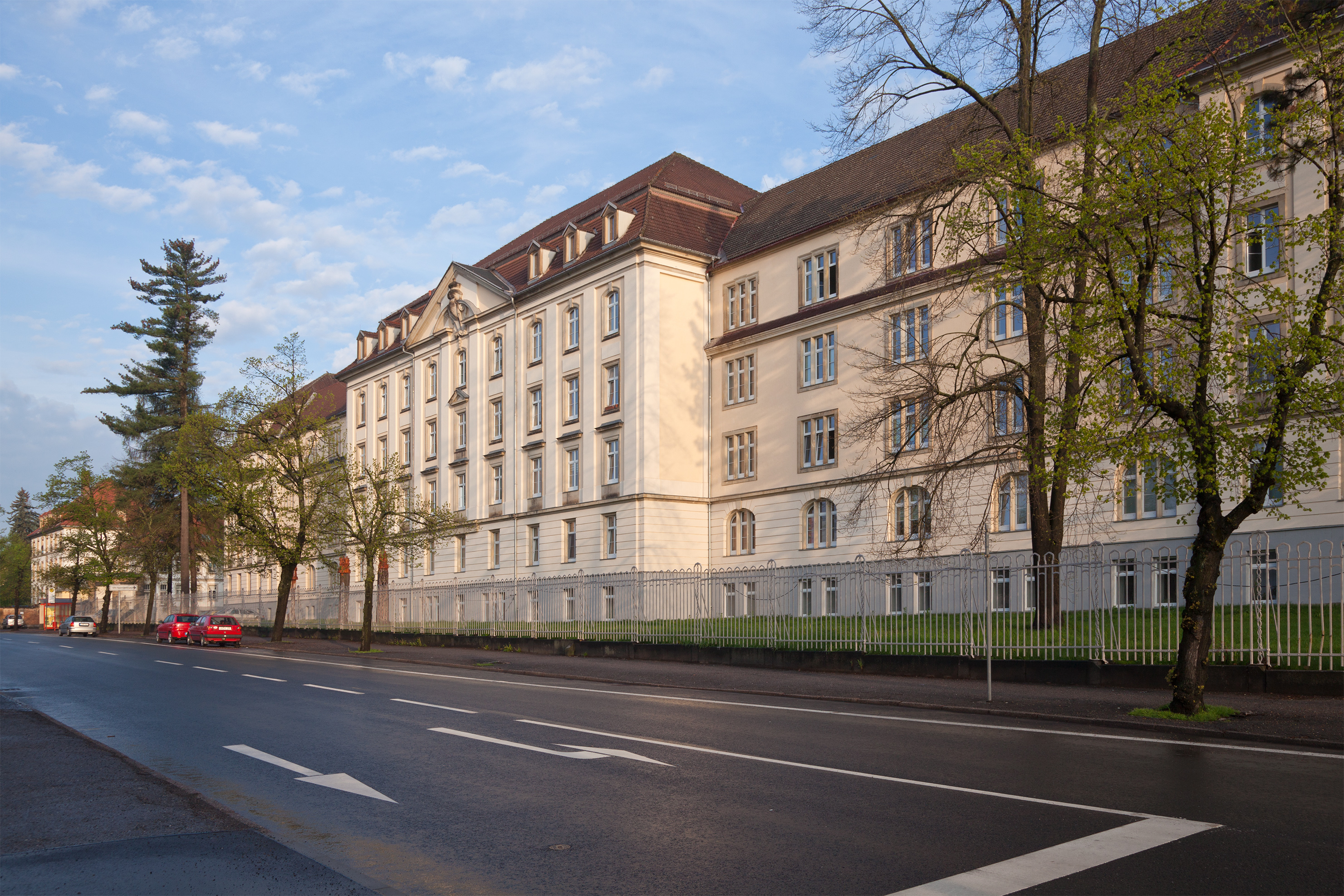
Voormalige kazerne (1908), nu studenten-wooncomplex

In 1765 werd de Bergakademie Freiberg opgericht, een zeer belangrijke instelling voor wetenschappelijke studies en opleidingen, die verband hielden met de mijnbouw. De belangrijkste docent in de beginjaren van de Bergakademie was Abraham Gottlob Werner (1749–1817). In 1791 en 1792 werkte Alexander von Humboldt hier in zeer hoog tempo een studie geologie en mineralogie af. In die tijd studeerde hier ook de bekende geoloog Leopold von Buch. De bekende dichter Novalis studeerde vanaf 1797 ook korte tijd te Freiberg; zijn verblijf in ondergrondse mijnschachten, dat voor zijn studie noodzakelijk was, is van invloed op zijn literair oeuvre geweest.
Opvallend is, dat er weinig bekend is over de Bergakademie in de nazi-tijd. Er is slechts één publicatie bekend, die hier aandacht aan besteedt, zie:.
Na de Tweede Wereldoorlog werd een voormalige kazerne aan de universiteit ter beschikking gesteld als woonruimte voor studenten. Op een voormalig exercitieterrein is in 2002 een sportstadion voor de universiteitssportverenigingen gebouwd.
In de 20e en 21e eeuw ontwikkelde dit instituut zich tot een moderne, vooral technisch en natuurwetenschappelijk georiënteerde, universiteit. Deze draagt de officiële naam: Technische Universität Bergakademie Freiberg, afgekort : TUBAF.
Het aantal studenten aan de TUBAF bedroeg 3.712 (zomersemester 2024); het aantal medewerkers bedroeg 2.030, van wie
97 professoren (peildatum 1 oktober 2023).

## Bezienswaardigheden

### Historische gebouwen in de binnenstad
Het hele stadscentrum maakt deel uit van het elders in dit artikel omschreven wereldcultuurerfgoed. 
- Er zijn veel huizen uit de tijd vanaf circa 1500 geheel of gedeeltelijk bewaard gebleven. Ook zijn enkele delen van de middeleeuwse stadsommuring nog aanwezig, waaronder de oude toren Donatsturm.
- Freiberg bezit enige cultuurhistorisch belangrijke kerkgebouwen:
  - De laatgotische Dom van Freiberg met het beroemde laatromaanse portaal ('Goldene Pforte'), twee Silbermann-orgels en de 16de-eeuwse preekstoel, de zgn. 'Tulpenkanzel'.
  - De Sint-Pieterkerk (Stadtkirche St. Petri), met nog een Silbermann-orgel; gebouwd omstreeks 1200, in 1734 en meermalen in de 20e eeuw ingrijpend verbouwd. De 71 meter hoge kerktoren (Petriturm) dateert grotendeels uit 1731.
  - De neogotische Sint-Jacobskerk (Jacobikirche) dateert pas uit 1892, maar bezit een kostbaar, in 1610 gemaakt altaarstuk en een uit omstreeks 1711 daterend, ivoren crucifix.
  - De voormalige, grotendeels nog 13e-eeuwse, St. Nicolaaskerk (Nicolaikirche) werd in 1975 aan de lutherse eredienst onttrokken. Na de Duitse hereniging werd het vervallen gebouw gerenoveerd. Het is eigendom van de stad Freiberg, en dient als concert- en evenementengebouw.
  - De Rooms-katholieke Johanneskerk (Johanniskirche) te Freiberg-West was oorspronkelijk een bij een sticht horende, vermoedelijk 13e-eeuwse, hospitaalkerk. In de Dertigjarige Oorlog werd dit sticht, en ook de kerk, door Zweedse soldaten verwoest. In 1661 werd de herbouw van het godshuis afgerond met de inwijding. Het gebouw bezit een Silbermann-orgel, gedateerd omstreeks 1719.
- Stadhuis, in renaissancestijl gebouwd tussen 1472-1474.
- De noordwestelijke hoek van de binnenstad wordt ingenomen door een groot kasteel. Dit Schloss Freudenstein werd in de 16e eeuw gebouwd. In de 17e eeuw werd het onderdeel van de stadsomwalling en in de 18e eeuw graanspieker ten behoeve van de hier wonende mijnwerkers; toen werden de vensters ook kleiner gemaakt. Het kasteel is gedeeltelijk als archiefruimte in gebruik. Er is verder o.a. een mineralen-museum (terra mineralia) en een restaurant in gevestigd.

### Erfgoed mijnbouwgeschiedenis

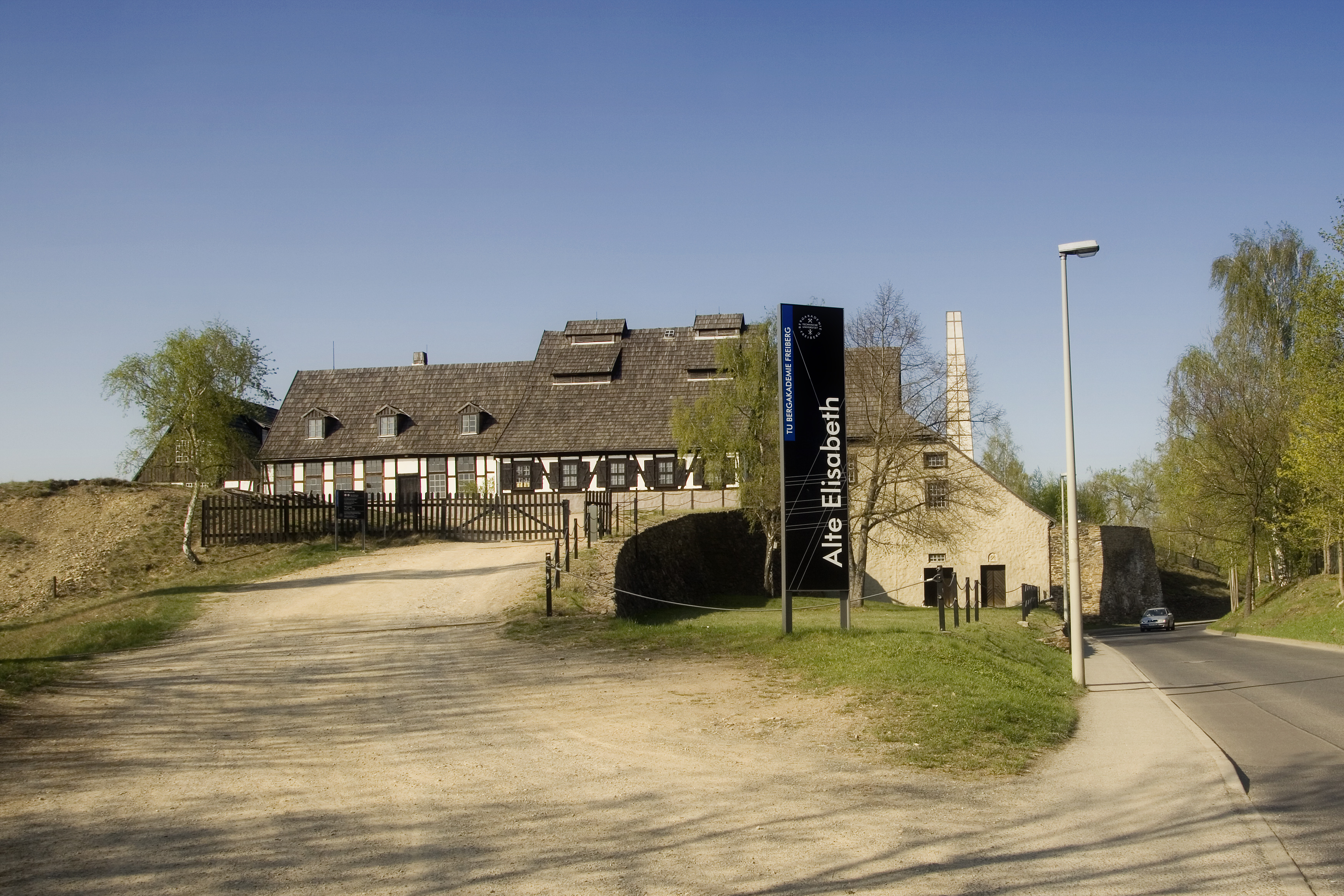
Voormalige mijn Alte Elisabeth
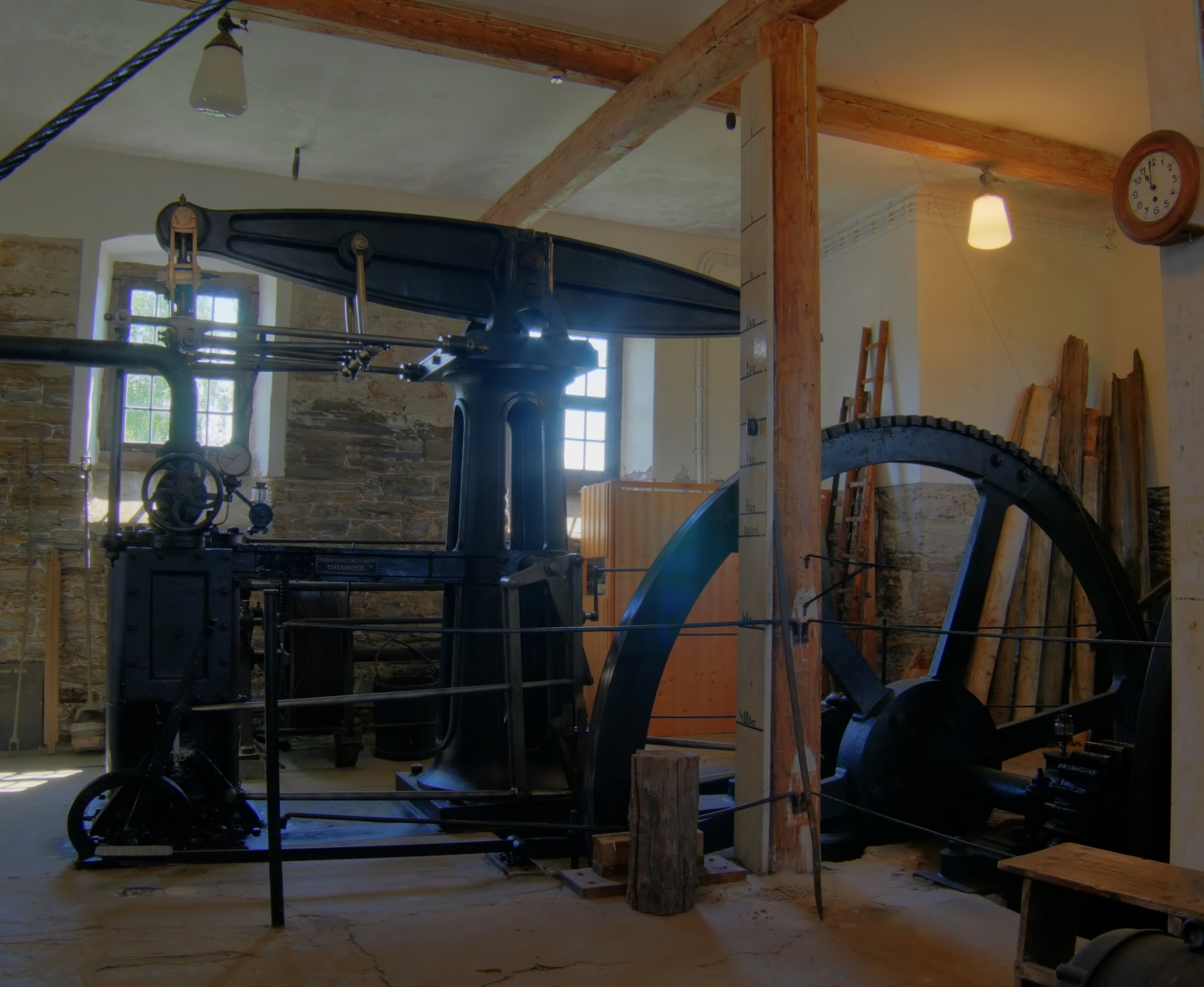
Stoommachine in de Grube Elisabeth

Ten noordoosten van de binnenstad bevindt zich het mijnbouwcomplex Himmelfahrt Fundgrube (Hemelvaart-schatkist), waarvan de zilvermijn Reiche Zeche (Rijke Mijn) deel uitmaakt, en verder de voormalige mijnen Abrahamschacht, Davidschacht, Turmhofschacht en Alte Elisabeth. Sinds 1968 wordt hier geen erts meer opgedolven. Maar de machines en installaties zijn nog intact. De universiteit TUBAF gebruikt de mijn nog voor research- en onderwijsdoeleinden; er zijn 30 wetenschappelijke laboratoria in de mijnen aanwezig. Sinds 1991 is een gedeelte van dit mijncomplex opengesteld ter bezichtiging in het kader van rondleidingen. Opvallend is een kelder in de mijn, waar vaten whisky liggen te rijpen.
In het centrum van Freiberg staat het reeds in 1861 geopende Stadt- und Bergbaumuseum Freiberg, gevestigd in een monumentaal pand bij de Dom. Dit museum belicht de stads- en mijnbouwgeschiedenis van Freiberg, met name de periode tot en met de 19e eeuw. Een bijzonder project, met name bedoeld voor schoolklassen (5 tot plm. 13 jaar) laat het dagelijks leven van een mijnwerker zien aan de hand van een Gezähekiste, dat is een kist met mijnwerkersgereedschap.

## Galerij

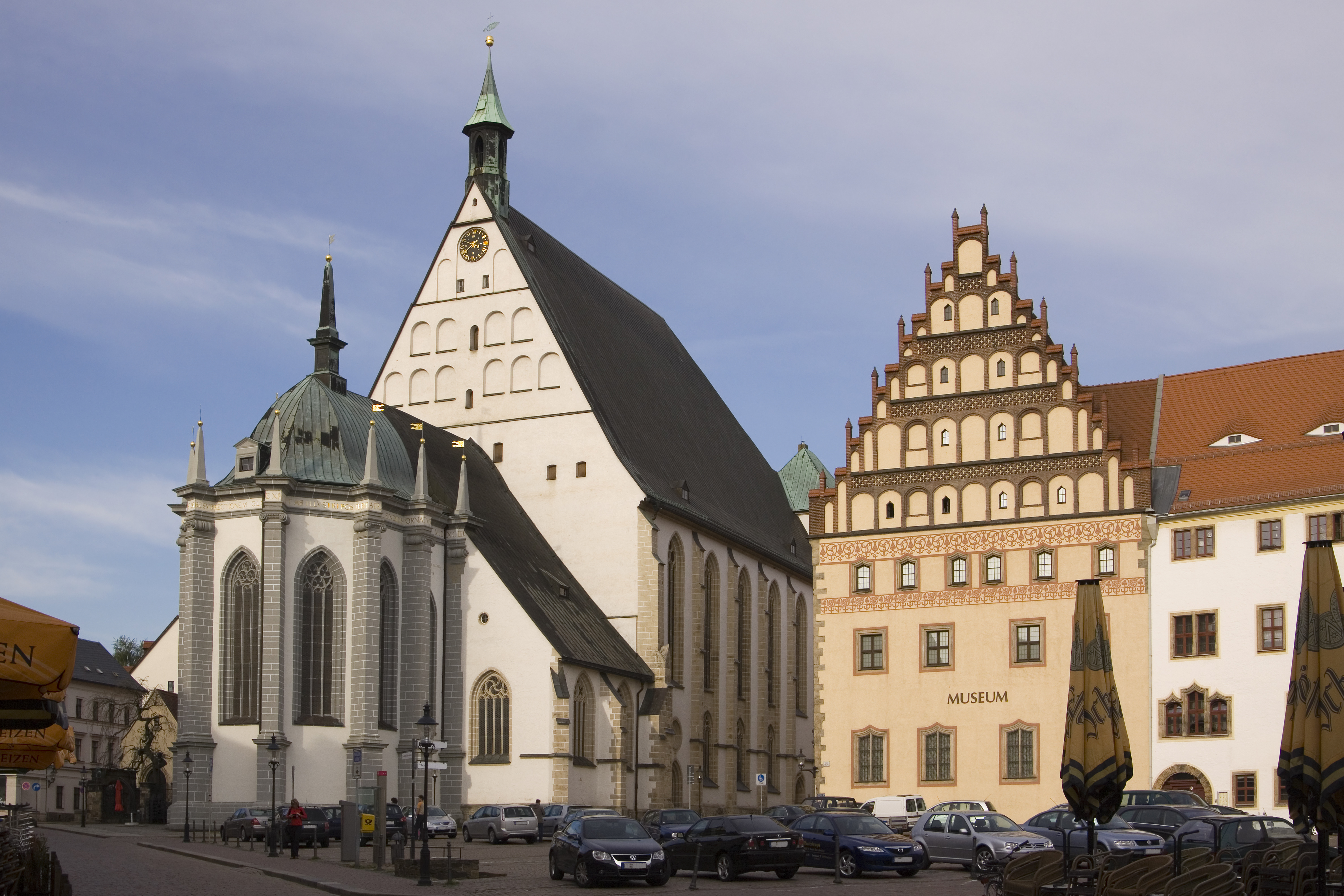
Dom van Freiberg
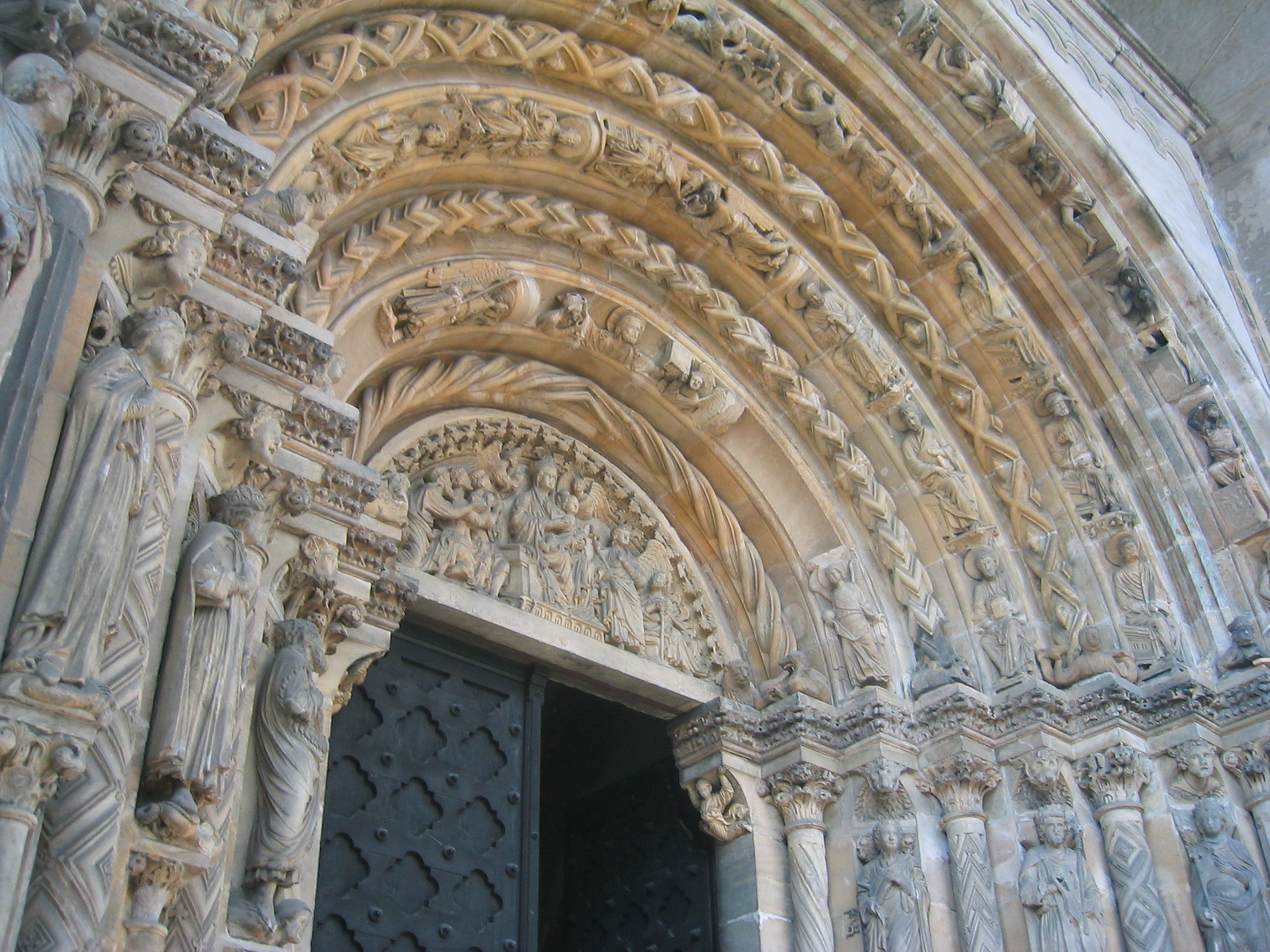
Portaal Goldene Pforte van dit kerkgebouw
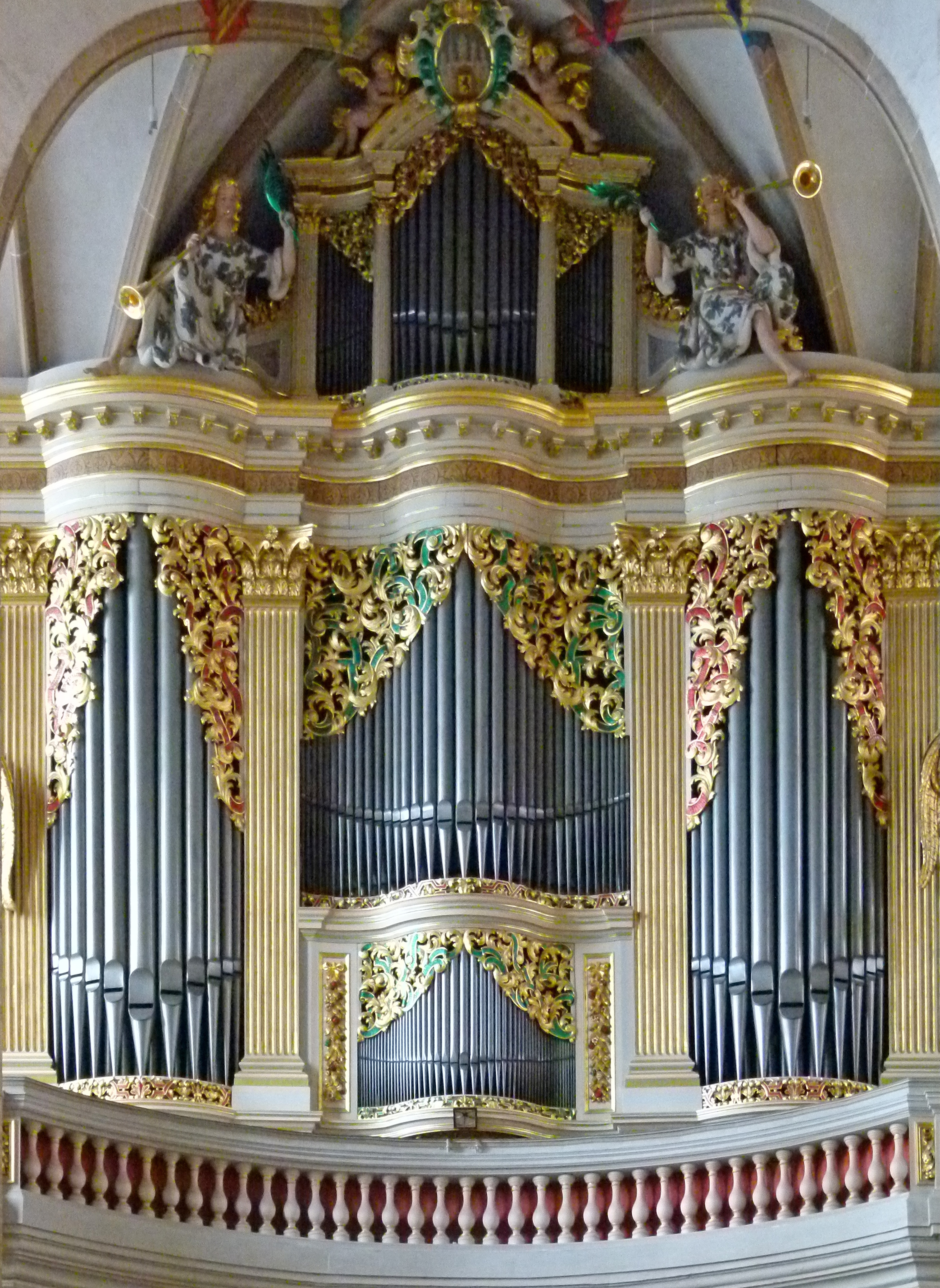
Het grote Silbermann-orgel in dit kerkgebouw
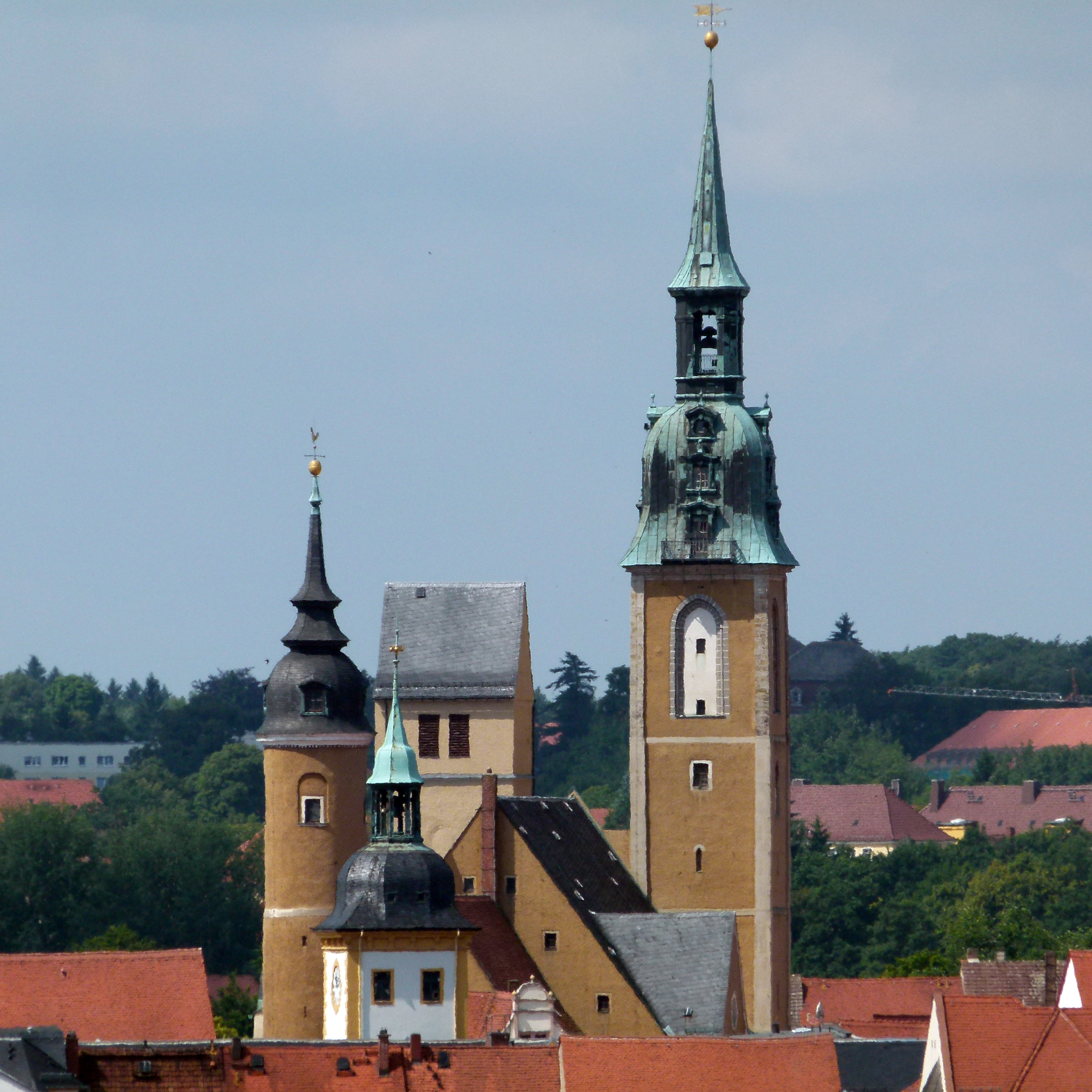
Evang.-lutherse Petrikirche (Sint-Pieterskerk) met zijn 71 m hoge Pieterstoren
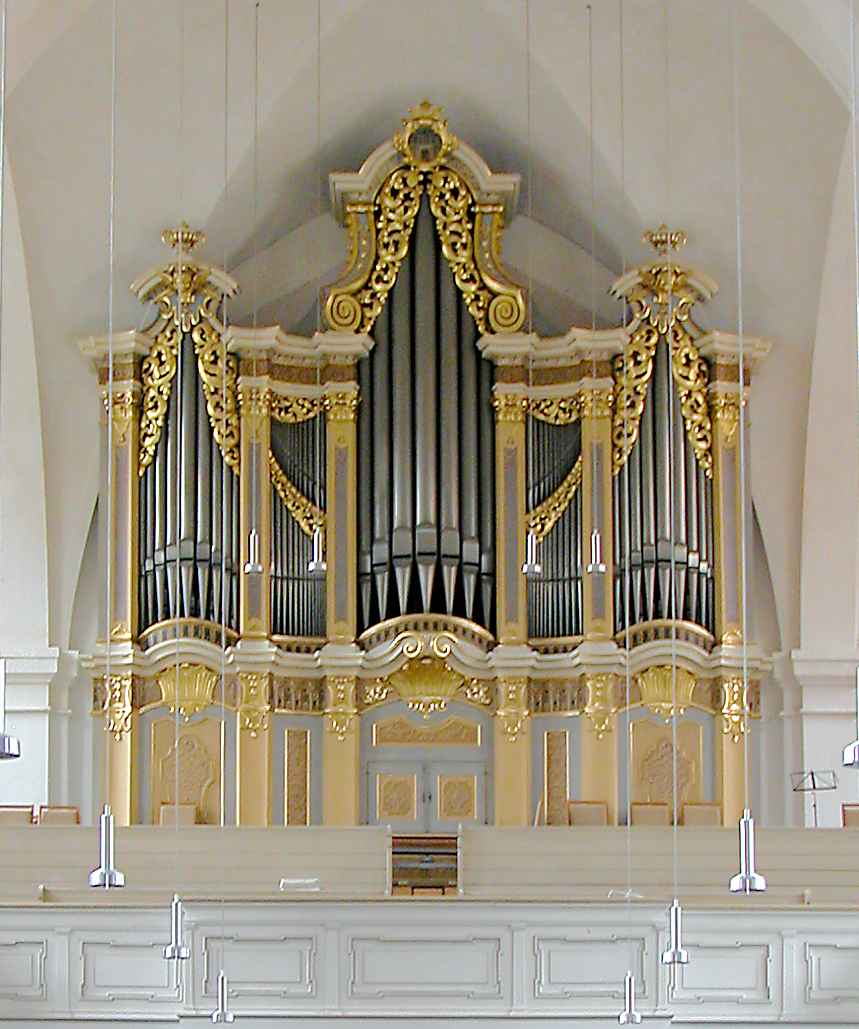
Het beroemde kerkorgel in dit gebouw, een werk van Gottfried Silbermann
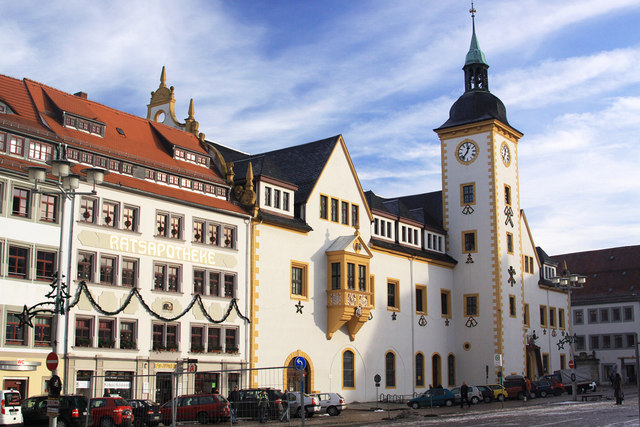
Freiberg, de Obermarkt
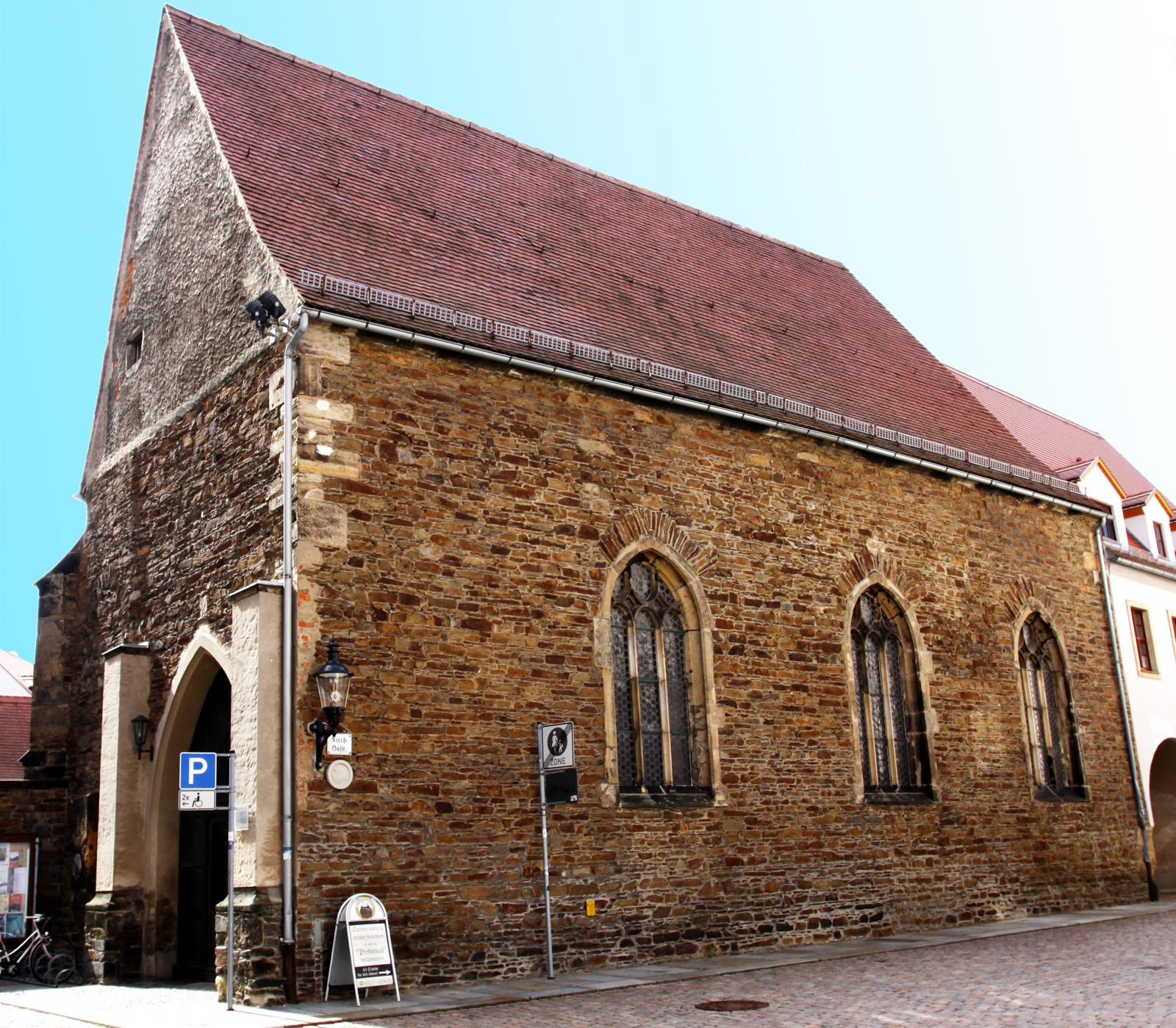
De middeleeuwse St. Annakapel, vlak bij de Dom
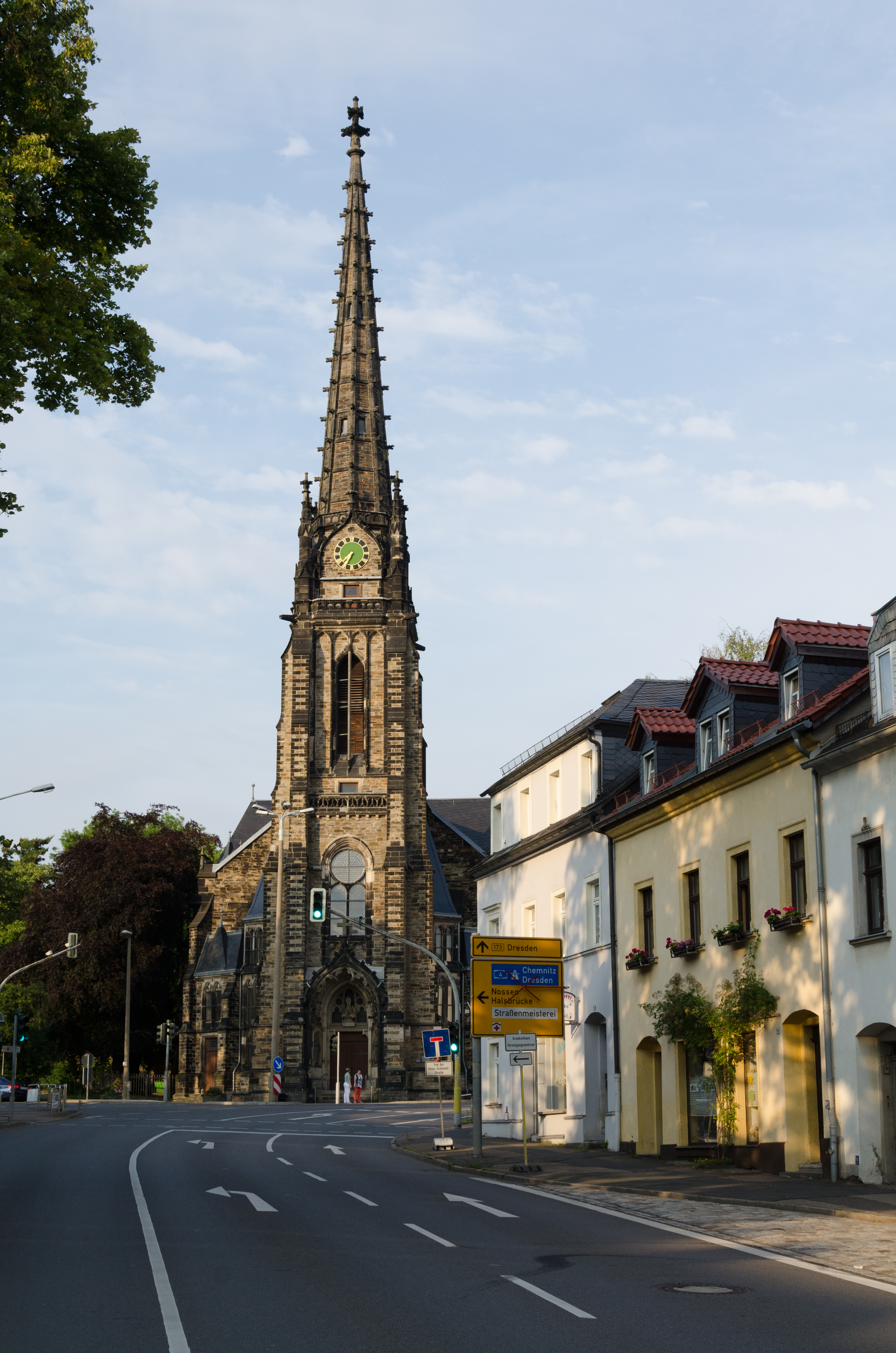
Jacobuskerk
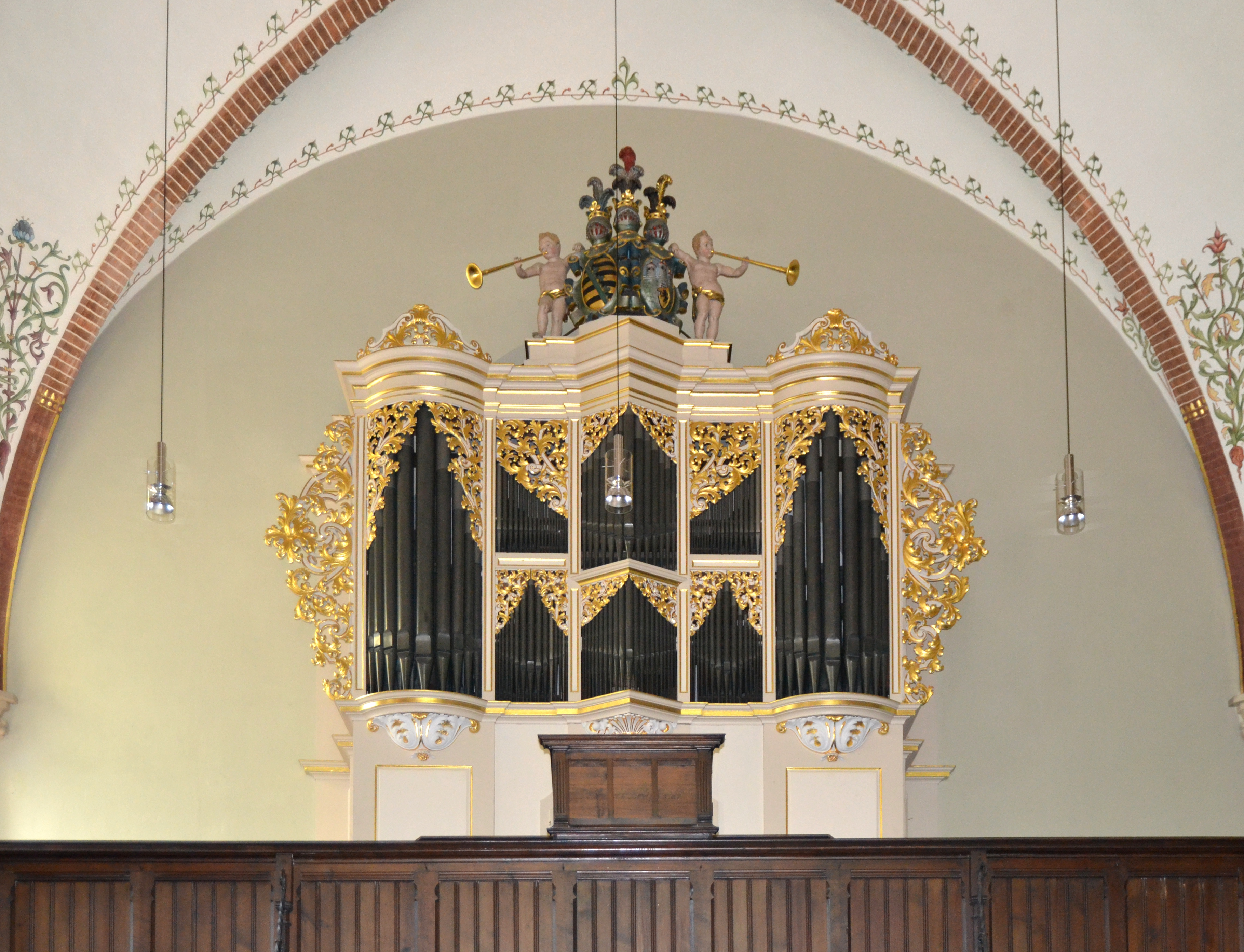
Het kerkorgel in de Jacobuskerk, een werk van Gottfried Silbermann
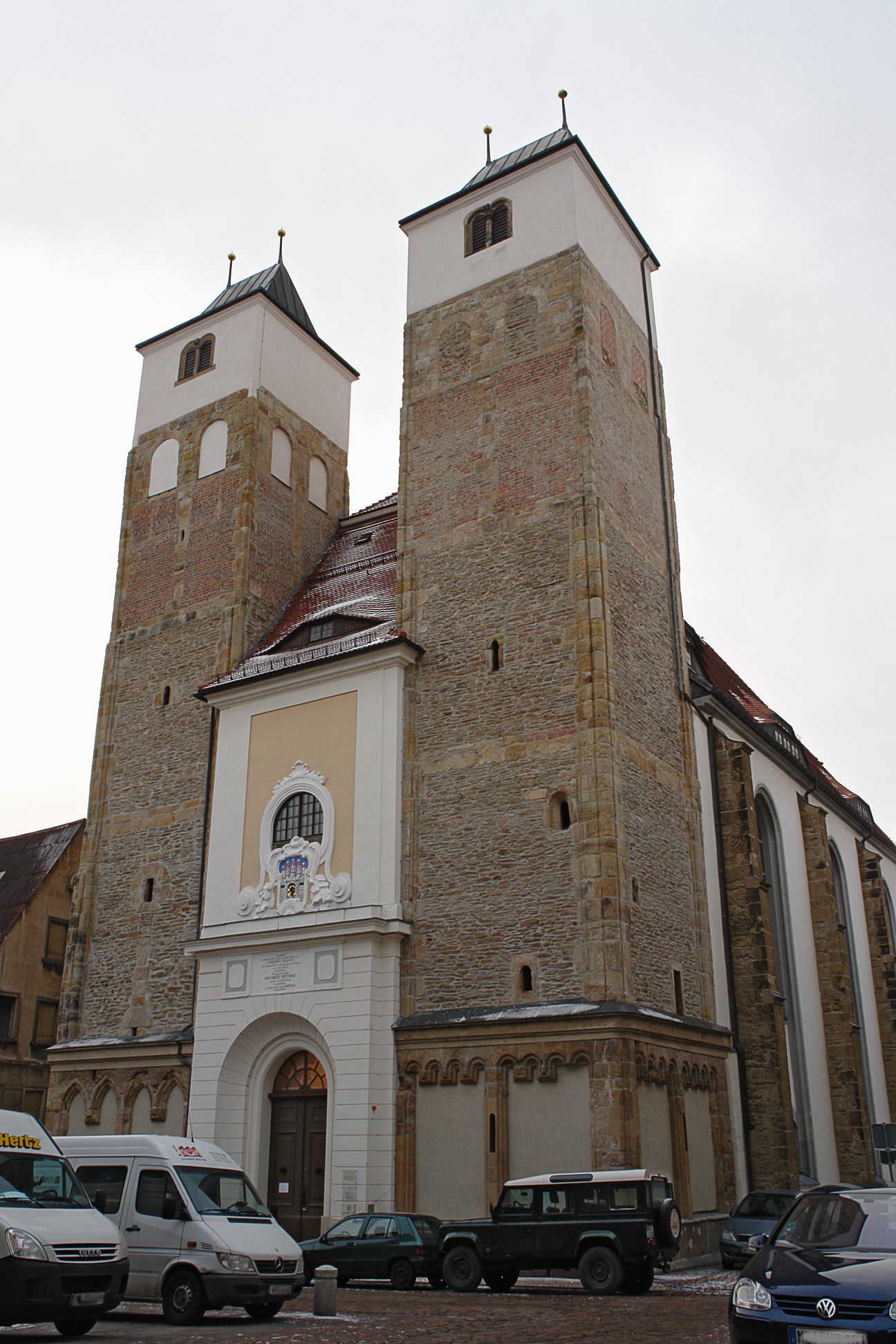
Voormalige St. Nicolaaskerk (Nicolaikirche)
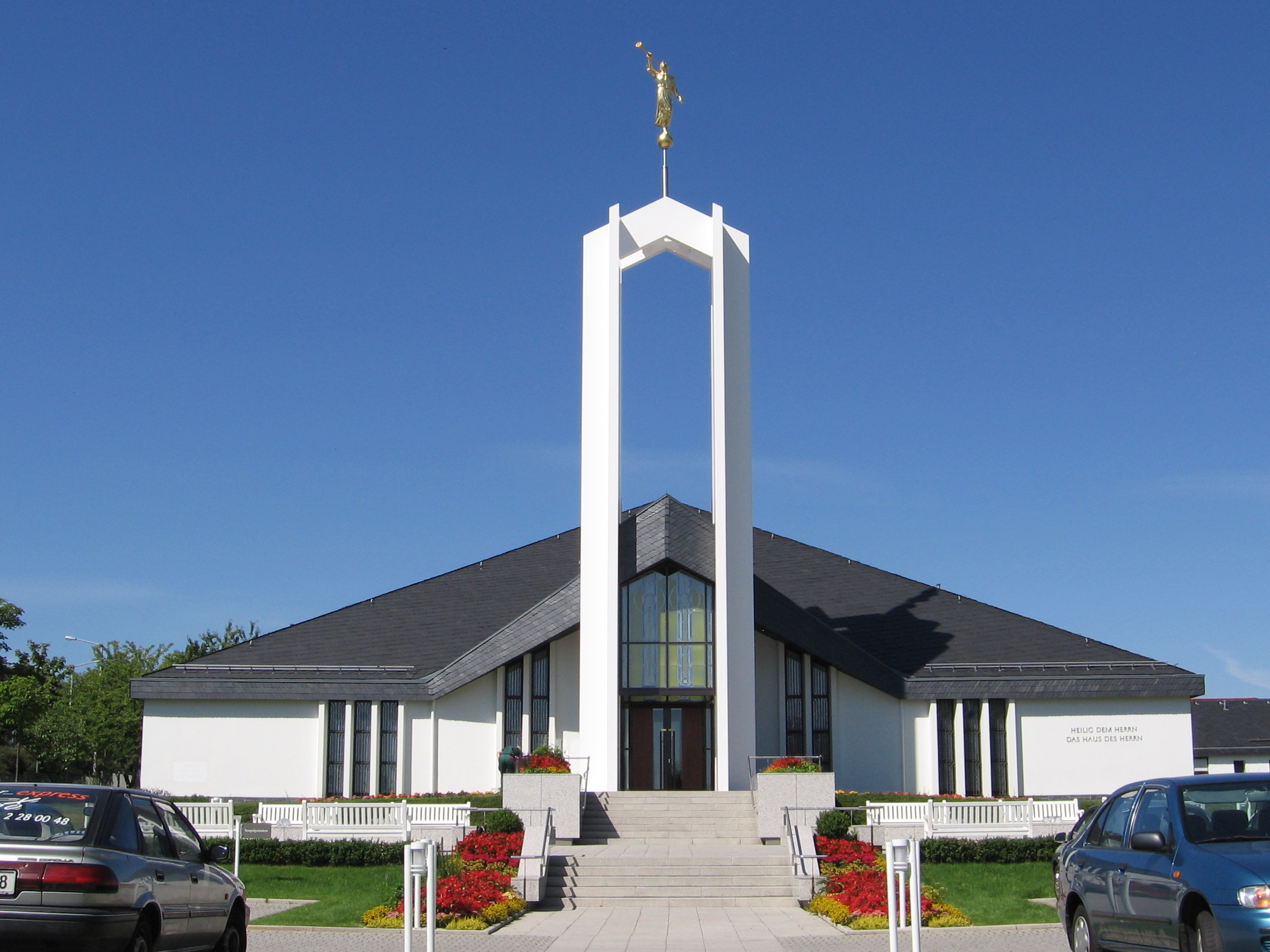
Mormoonse tempel te Freiberg, één der grootste van geheel Europa
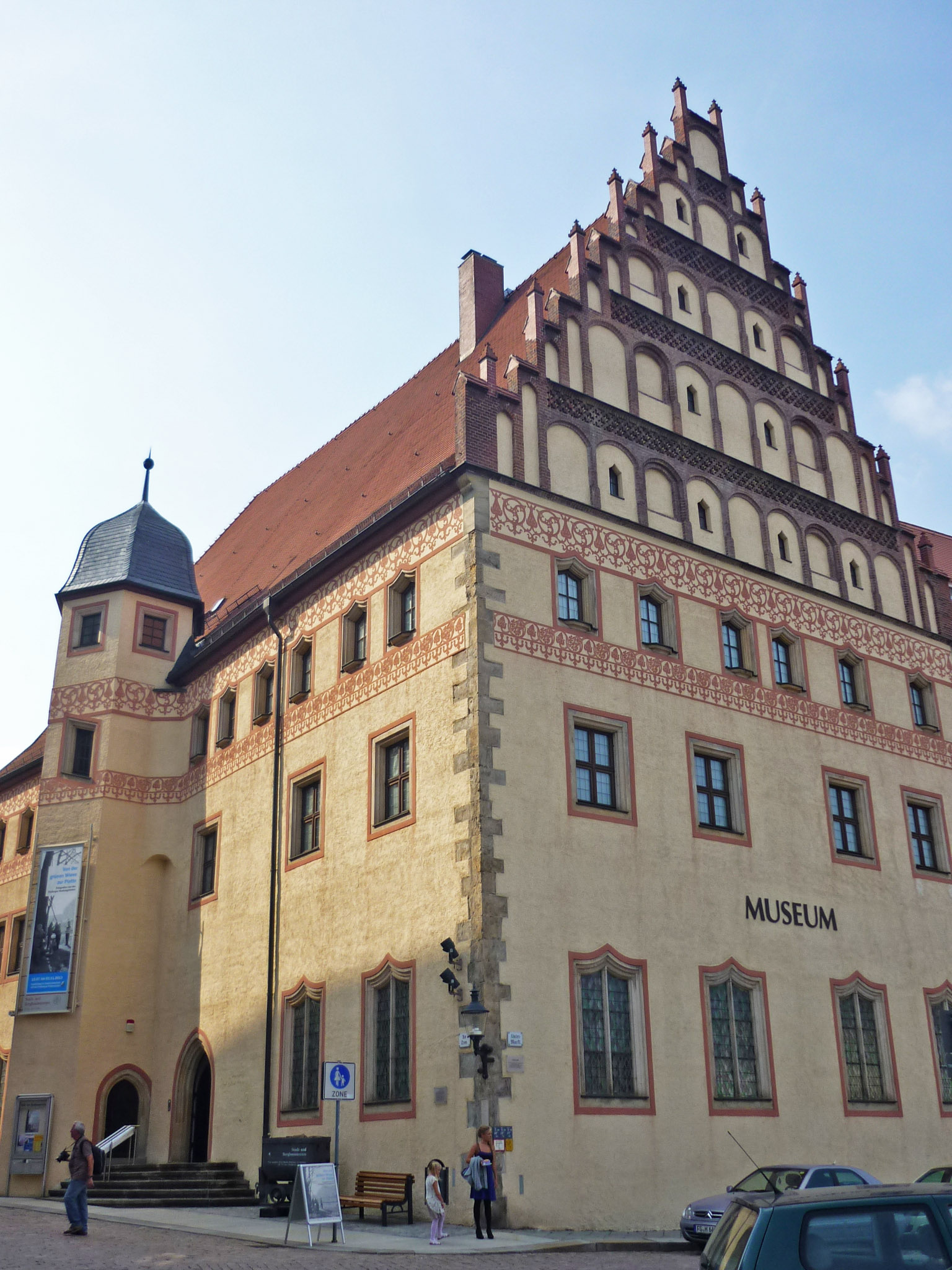
Pand Am Dom 1, Stads- en Mijnbouwmuseum Freiberg
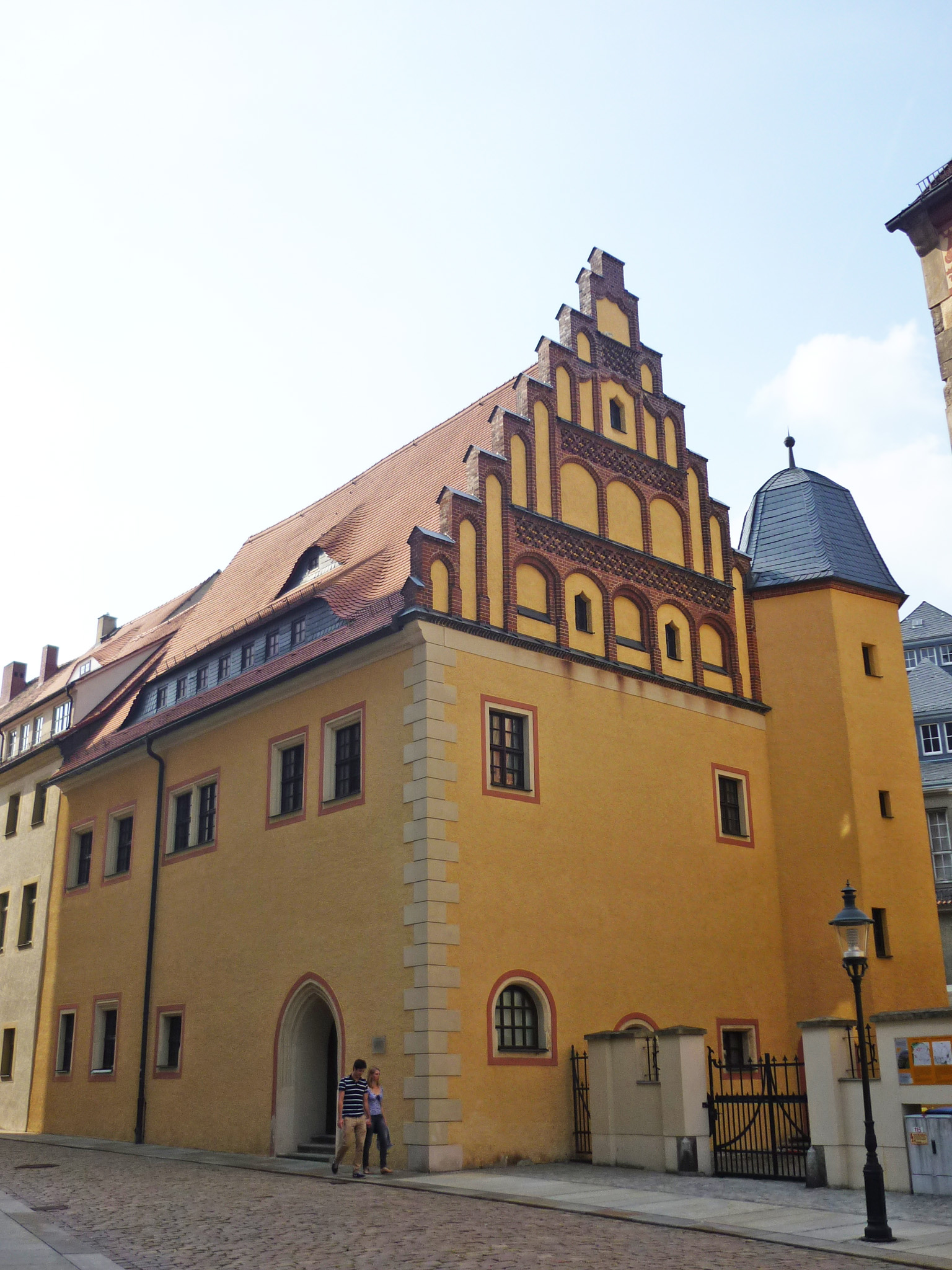
Pand Am Dom 2, voormalig depot van dit museum
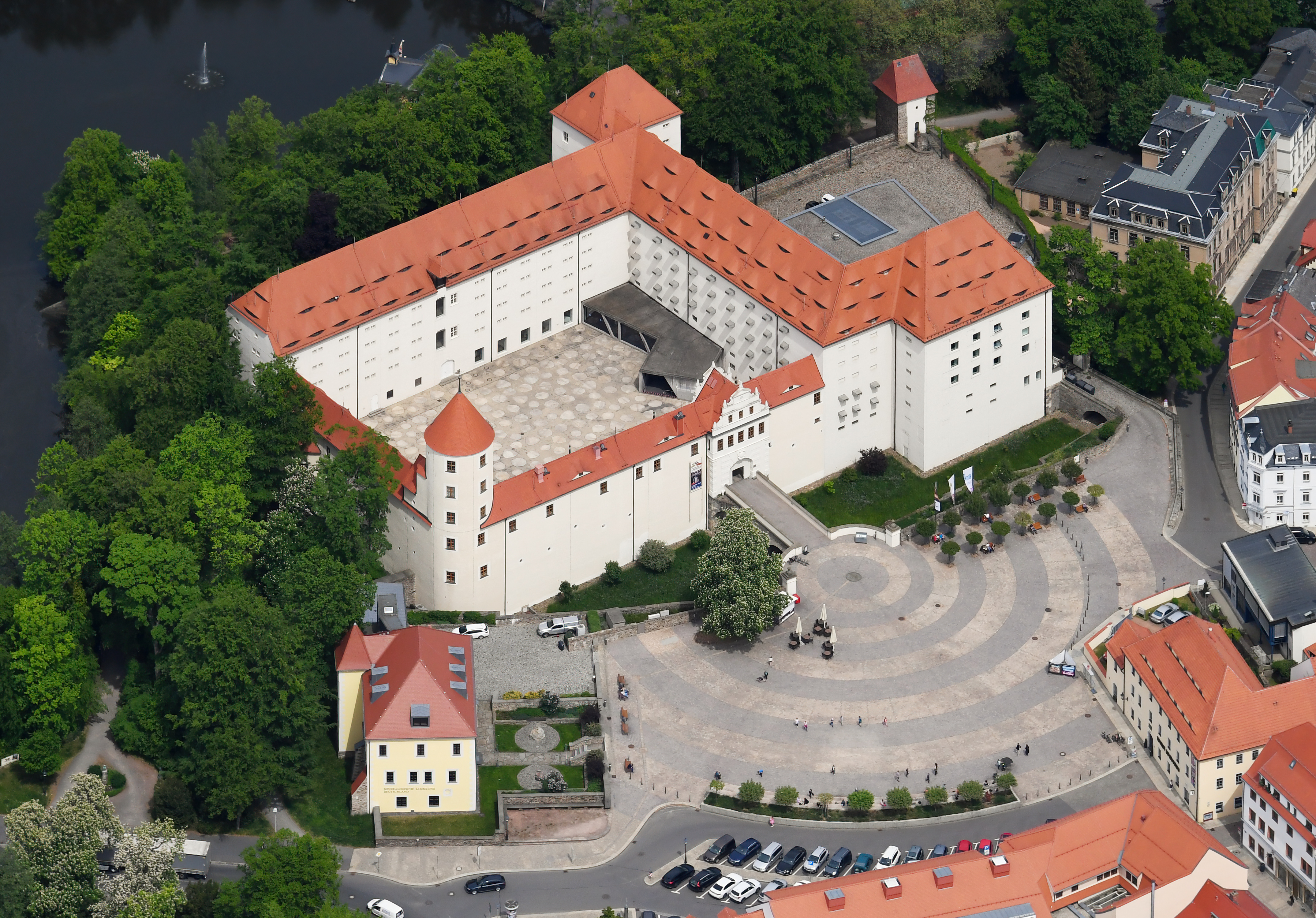
Kasteel Freudenstein
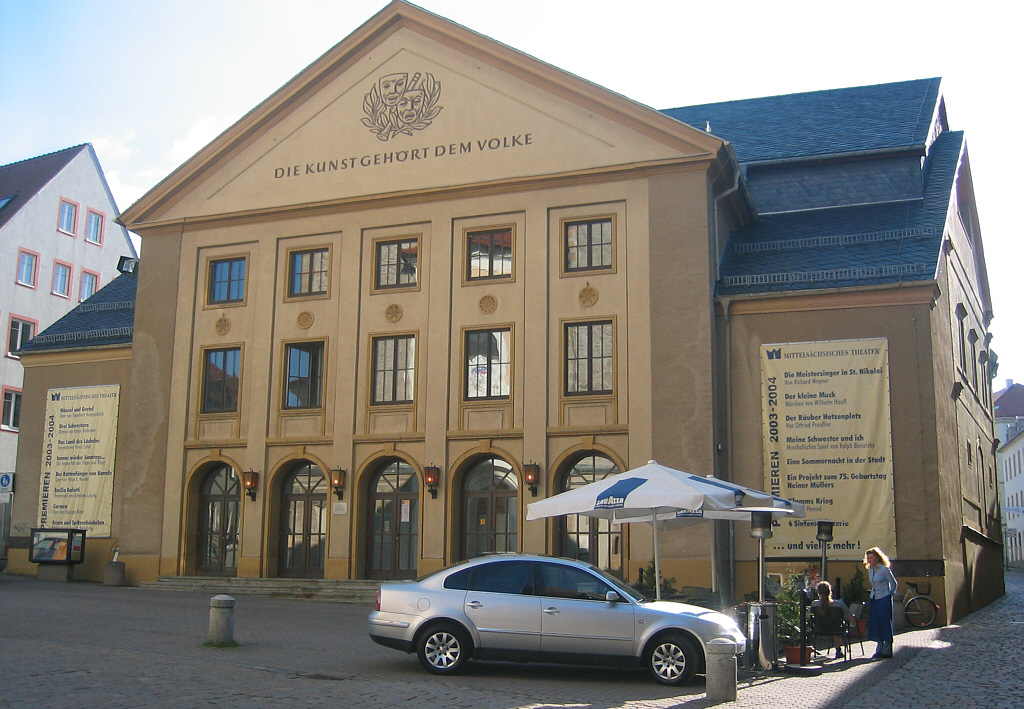
Stadstheater (1790), foto uit 2004
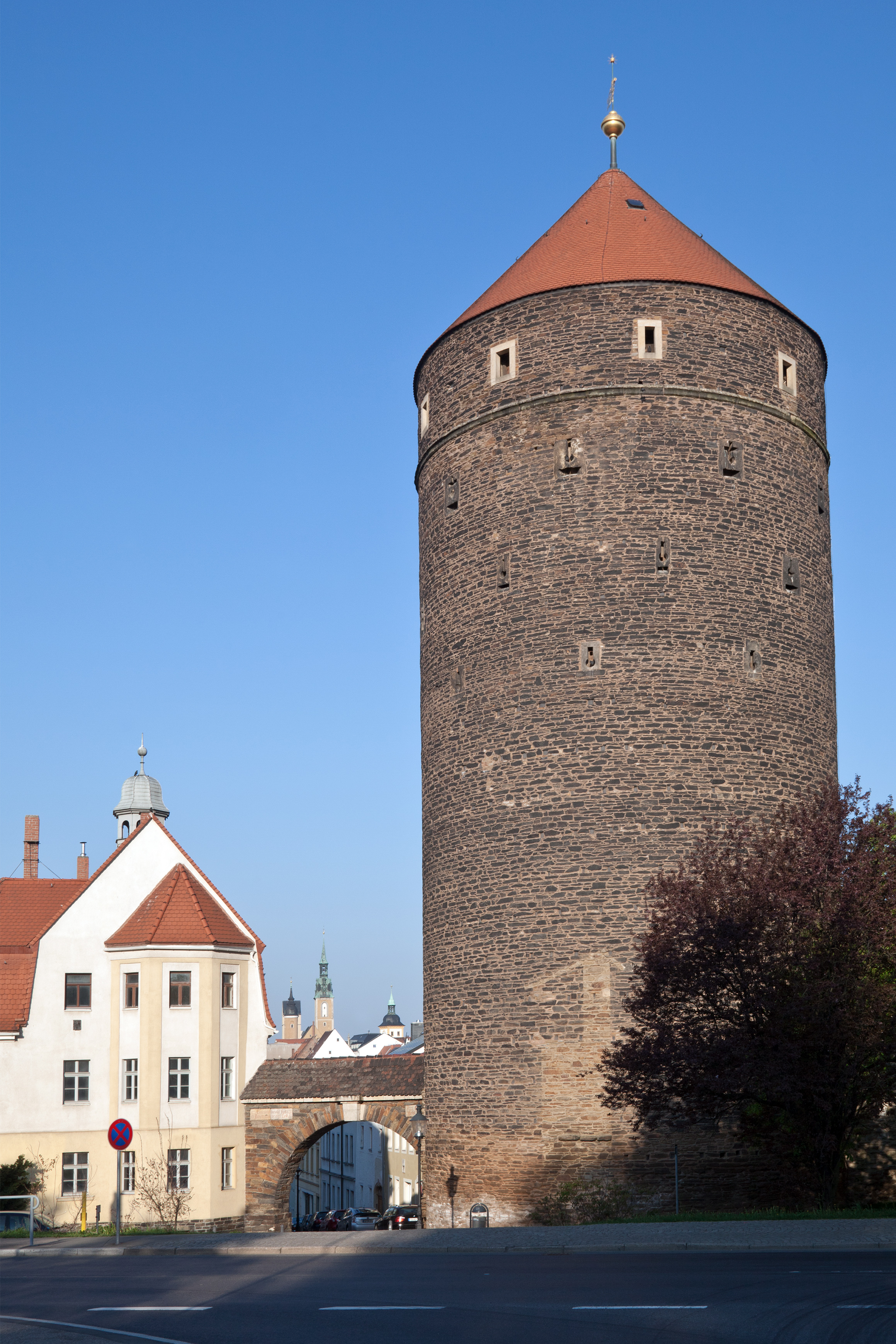
Stadstoren Donatsturm
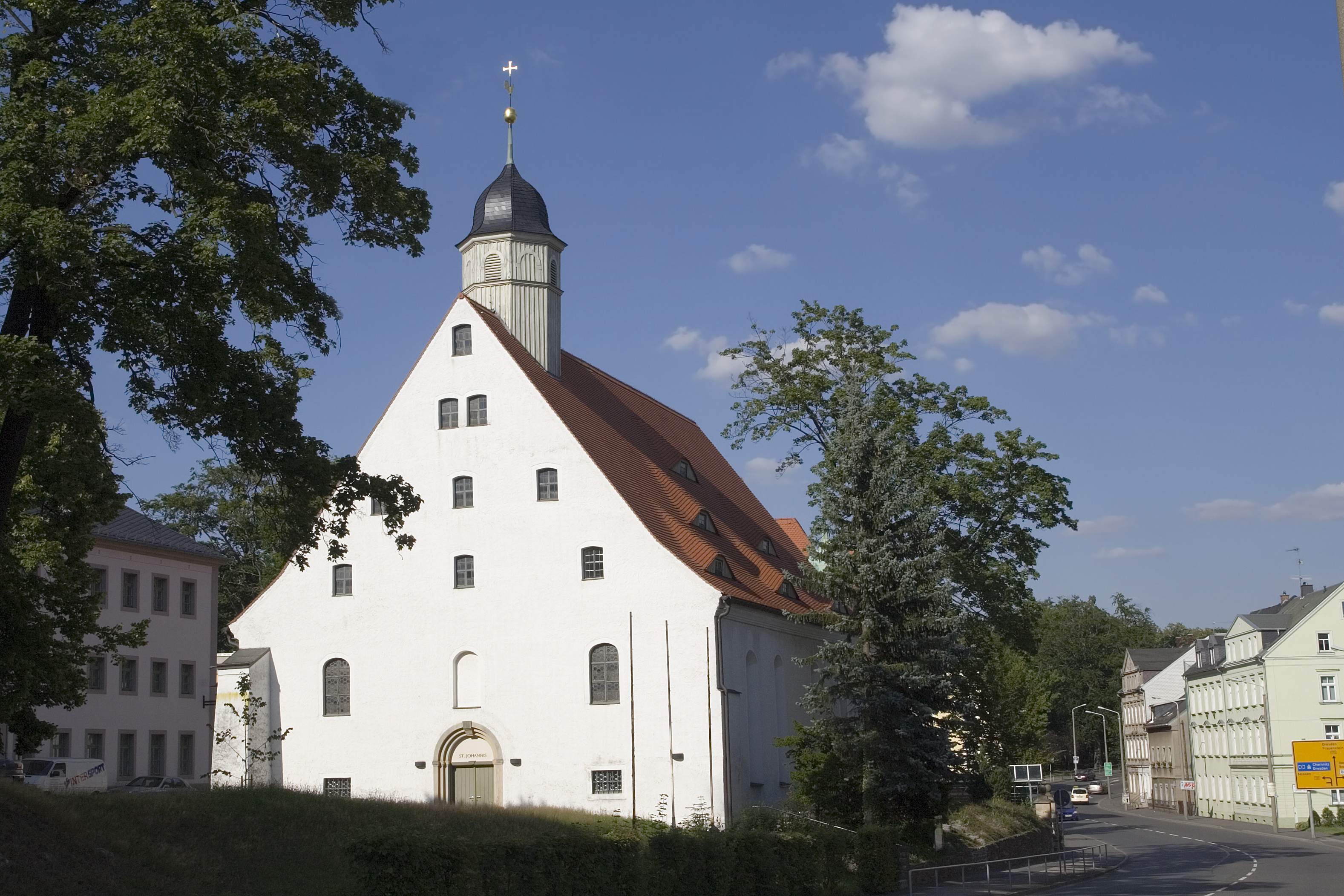
R.K. Johanneskerk, Freiberg-West (1661)

## Mineraal
- Het mineraal freibergiet werd in 1853 naar deze stad vernoemd. De uit Breslau afkomstige mineraloog, die deze naamgeving invoerde, Gustav Adolf Kenngott (1818-1897), is, voor zover bekend, zelf nooit in Freiberg geweest; hij was de laatste 25 jaar professor aan de Universiteit Zürich in Zwitserland.

## Belangrijke personen in relatie tot de gemeente

### Geboren te Freiberg
- Maurits van Saksen (1521-1553), hertog en keurvorst van Saksen; ook een broer en twee zusters van Maurits zagen in het kasteel van Freiberg het levenslicht.
- Emil von Sydow (1812-1873), Pruisisch officier, geograaf en cartograaf uit de 19e eeuw
- Clemens Winkler (1838-1904), chemicus, professor aan de Bergakademie Freiberg, ontdekker van het element germanium
- Friedrich Robert Helmert, geb. 31 juli 1843, overl. 15 juni 1917 in Potsdam, vooraanstaand theoretisch wetenschapper op het gebied der geodesie (bepaling van de geoïde); naar hem is in 2013 een Duits onderzoeksschip genoemd.
- Curt Adolph Netto, geb. 21 augustus 1847, overl. 7 februari 1909 in Frankfurt am Main, metallurg; verbleef van 1873-1886 in Japan, waar hij als ingenieur en professor op mijnbouwgebied werkte. Hij genoot in Japan enige tijd groot aanzien. De keizer zelf reikte hem in 1885 de Orde van de Rijzende Zon uit. Hij verzamelde ook Japanse kunst. Na zijn terugkeer in Europa moest hij, omdat de bank, waar hij tegoeden had, failliet was gegaan, zijn belangrijke collectie Japanse houtsneden aan de bekende kunsthandelaar Siegfried Bing verkopen.
- Horst Wolf, geb. 5 april 1917; overl. 23 maart 1988 in Leipzig, van 1952 tot zijn dood de meest succesvolle judo-trainer en -official van de DDR
- Heinz Fülfe, geb. 5 januari 1920, overl. 5 december 1994 in Berlijn, tekenaar, poppenspeler en buikspreker. Van 1955 tot 1970 verzorgde hij de kinderserie Flax und Krümel, in de toenmalige DDR het bekendste kinder-TV-programma.
- Ingeborg Lüscher (meisjesnaam: Löffler) , geb.22 juni 1936, in Zwitserland wonende kunstenares (installaties, fotografie, videokunst), nam in 2001 deel aan de Biënnale van Venetië
- Günter Bartusch (1943-1971), Oost-Duits motorcoureur
- Jörg Stübner, geb.23 juli 1965; overl. 24 juni 2019 in Dresden, voetballer (middenvelder), van 1984-1990 47 maal international voor de DDR; van 1983-1993 succesvol speler bij Dynamo Dresden
- Hansjörg Albrecht (1972), dirigent, organist en klavecinist, met name bekend door vertolkingen van werken van Johann Sebastian Bach
- André Tanneberger, artiestennaam ATB (1973), Duits DJ
- Markus Schubert (12 juli 1998), voetbalkeeper, speelde tot 2024 enige tijd bij SBV Vitesse.

### Overleden te Freiberg

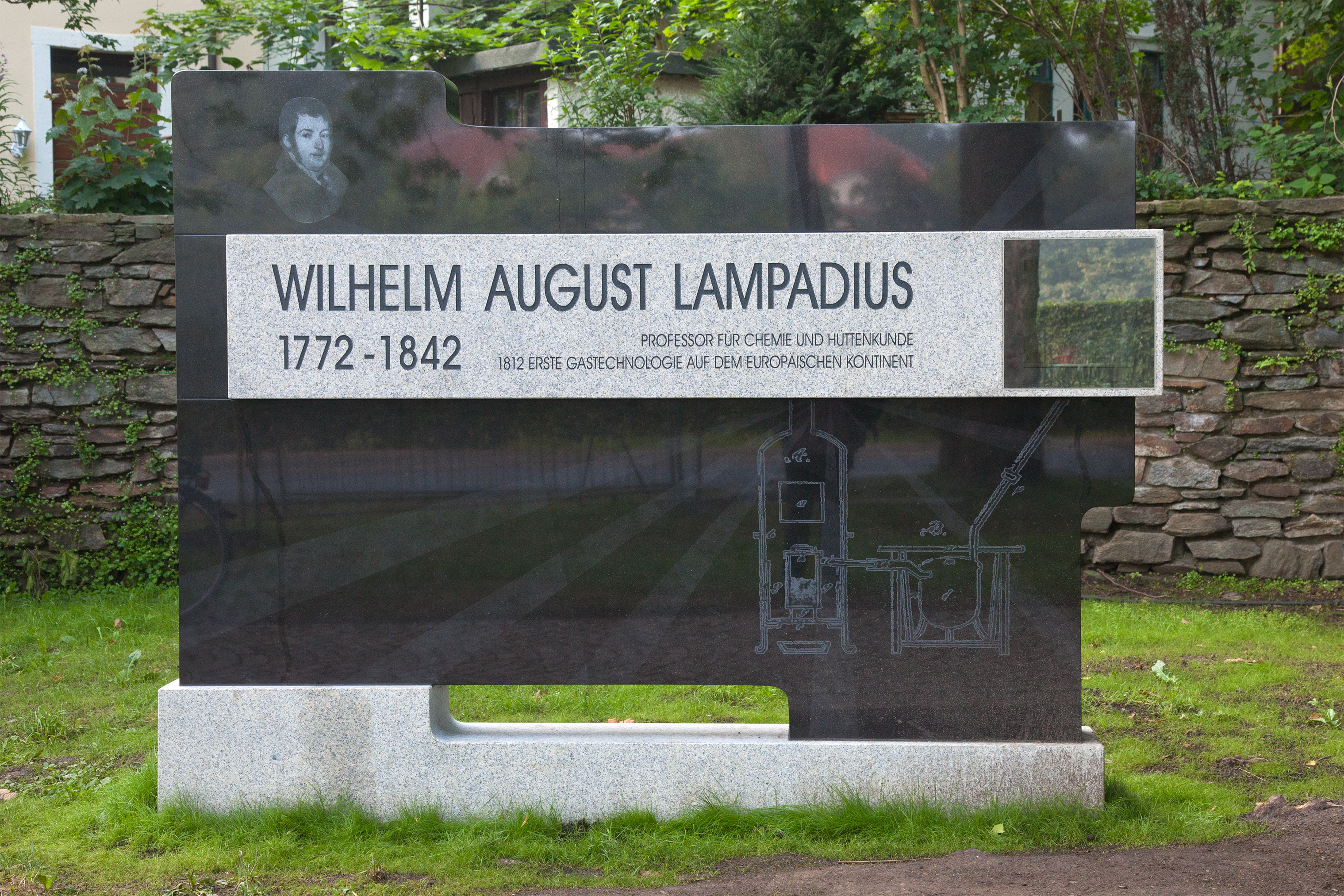
Grafmonument Wilhelm August Lampadius
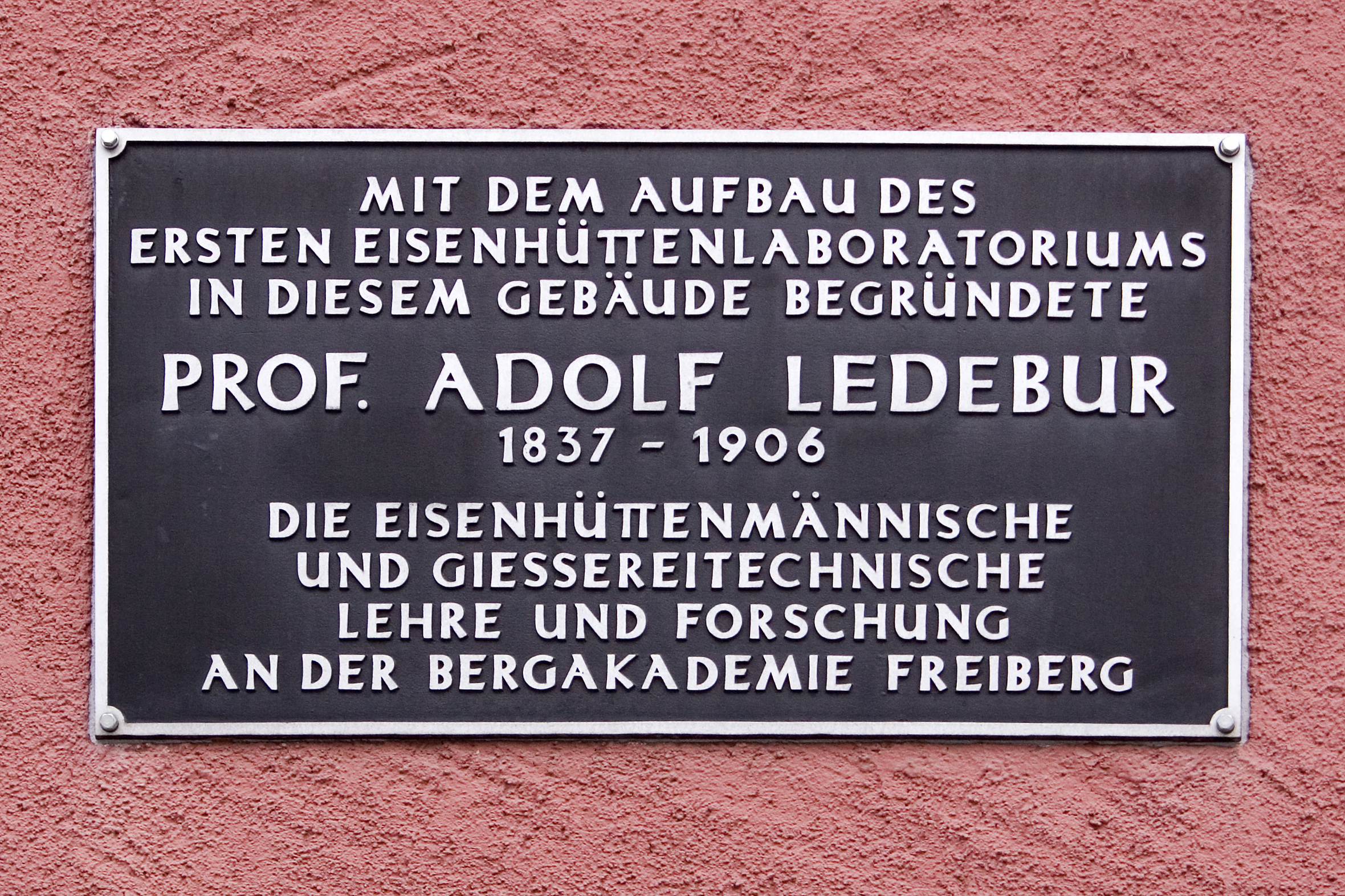
Gedenkplaquette Adolf Ledebur te Freiberg
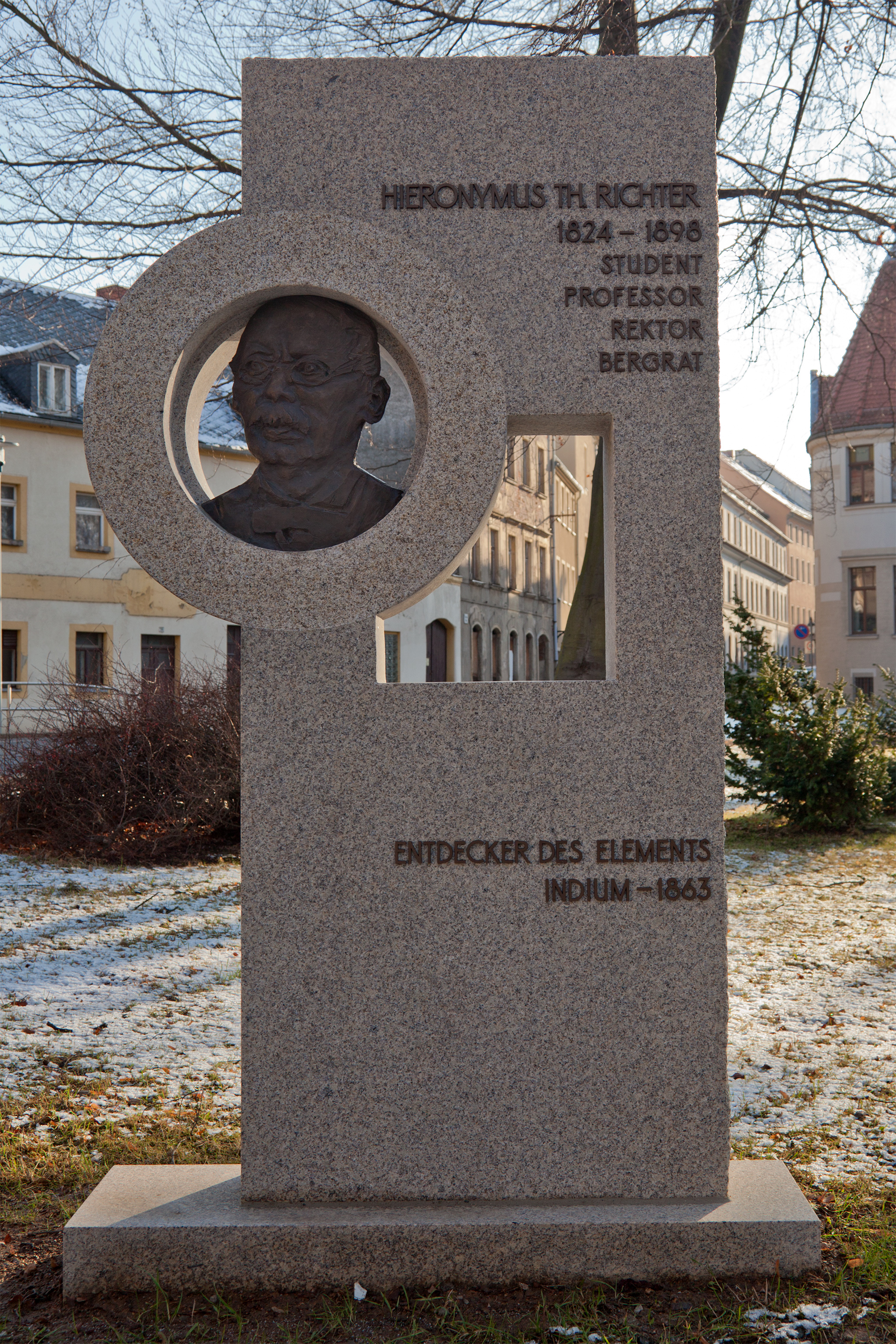
Monument voor Theodor Richter te Freiberg
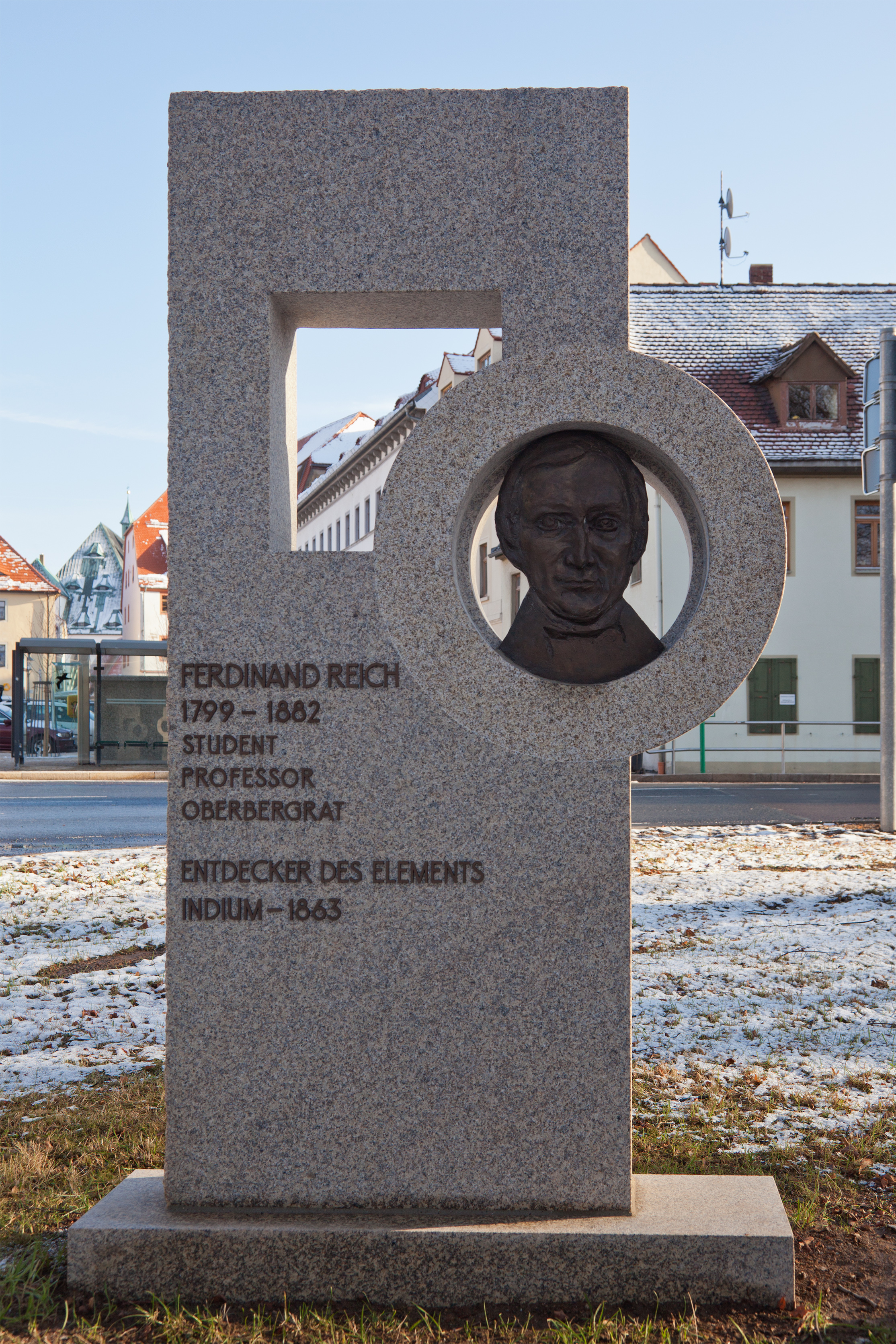
Monument voor Ferdinand Reich te Freiberg
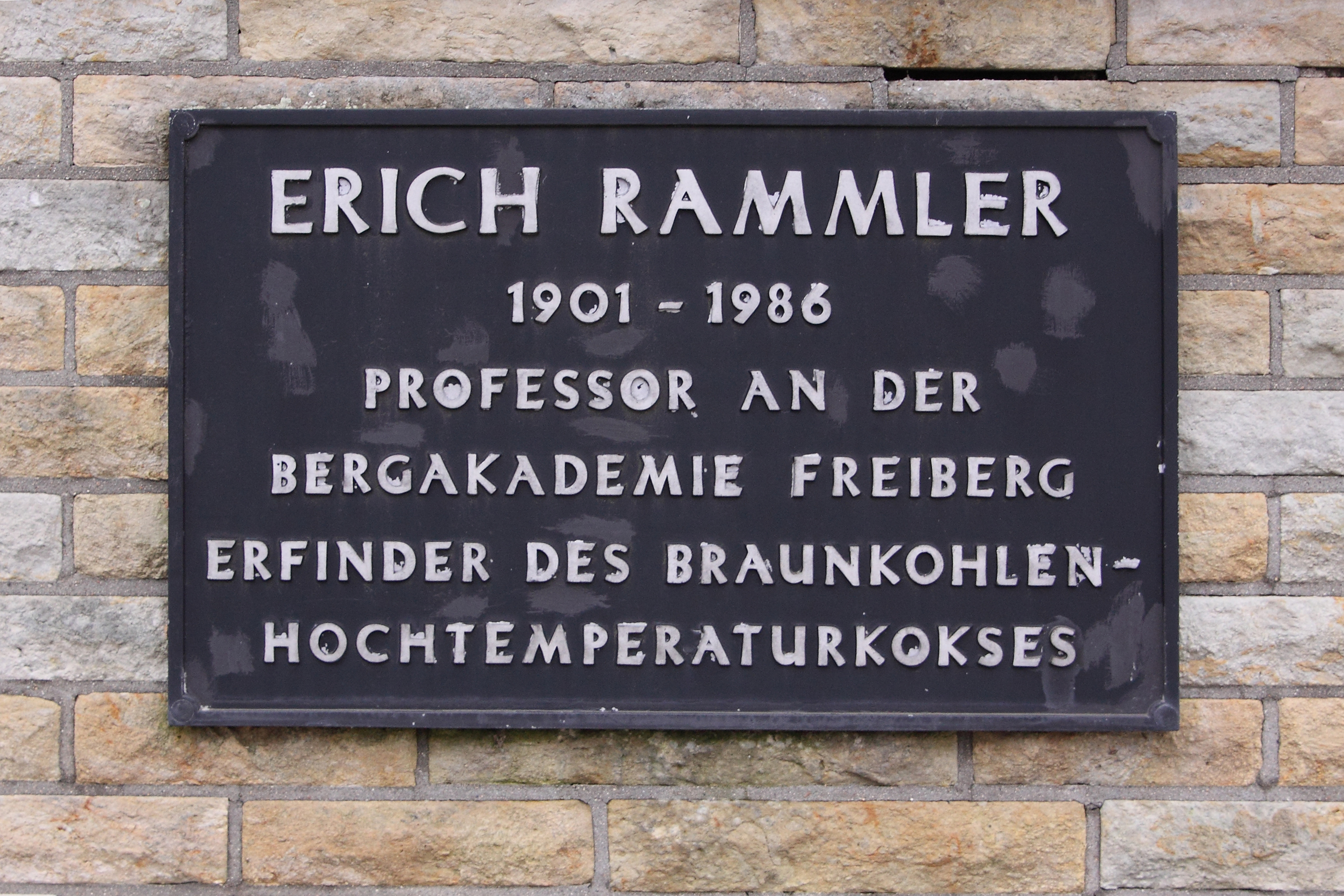
Gedenkplaquette Erich Rammler te Freiberg

- Hans Carl von Carlowitz, geb. in december 1645 te Chemnitz-Oberrabenstein; overl. 3 maart 1714 in Freiberg, bosbouwdeskundige en Oberberghauptmann[17], schreef een belangrijk boek met de titel Sylvicultura oeconomica, oder haußwirthliche Nachricht und Naturmäßige Anweisung zur wilden Baum-Zucht (1713). Von Carlowitz maakte zich terecht zorgen over de ontbossing in mijnbouwstreken. Zijn boek uit 1713 wordt in de 21e eeuw nog altijd als baanbrekend beschouwd, omdat hij als eerste het begrip en principe van de duurzaamheid (Duits: Nachhaltigkeit) verwoordde.
- Friedrich Wilhelm von Oppel, geb. 4 mei 1720 in Krebs, tegenwoordig een wijk van Dohna; overl. 4 februari 1769 in Freiberg, Oberberghauptmann. Met Von Heynitz geldt hij als mede-oprichter van de Bergakademie Freiburg, waarvoor Von Oppel zijn privé-woonhuis ter beschikking stelde.
- Friedrich Wilhelm Heinrich von Trebra, geb.5 april 1740 in Allstedt; overl. 16 juli 1819 in Freiberg, geoloog en mineraloog; hij beheerde van 1770-1780 belangen in de Saksische mijnbouw, die aan een groep Hollandse beleggers toebehoorden.[18] Von Trebra wordt tot de vriendenkring van Johann Wolfgang von Goethe gerekend.
- Wilhelm August Lampadius, geb. 8 augustus 1772 in Hehlen; overl. 13 april 1842 in Freiberg, veelzijdig wetenschapper. Hij wordt in Duitsland beschouwd als de uitvinder van het lichtgas[19]; zijn huis in Freiberg werd in 1811 voorzien van een gaslicht-lantaarn, een jaar later ook een gebouw in het stadscentrum. Vanaf 1795 was Lampadius professor aan de Bergakademie Freiberg.
- Christian Friedrich Brendel, geb. 26 december 1776 in Neustädtel; overl. 20 november 1861 in Freiberg, belangrijk mijnbouwkundig ingenieur. Brendel was in de eerste helft van de 19e eeuw ontwerper van verschillende machines en installaties ter modernisering van de mijnbouw. Daaronder waren stoommachines en machines, die in het Engels water-column engine worden genoemd.
- August Breithaupt, geb. 18 mei 1791 in Probstzella; overl. 22 september 1873 in Freiberg, mineraloog, vanaf 1826, als opvolger van Friedrich Mohs, professor aan de Bergakademie in Freiberg. Hij ontdekte talrijke mineralen en kristalstructuren en muntte tegenwoordig nog gebruikte vaktermen in de mineralogie. Te Freiberg is een straat naar hem genoemd.
- Ferdinand Reich, geb. 19 februari 1799 in Bernburg (Saale); overl. 27 april 1882 in Freiberg, natuurkundige en chemicus, samen met Theodor Richter ontdekker van het element indium, van 1823-1860 professor aan de Bergakademie Freiberg.
- Julius Weisbach (1806-1871) wiskundige en ingenieur, pionier van de Markscheidekunde, ondergronds landmeten.

- Bernhard von Cotta (1808-1879), geoloog en mijnbouwkundige, zoon van de beroemde bosbouwkundige Heinrich Cotta
- Theodor Richter, geb. 21 november 1824 in Dresden; overl. 25 september 1898 in Freiberg, mineraloog en chemicus, samen met Ferdinand Reich ontdekker van het element indium, van 1875 tot 1896 rector van de Bergakademie Freiberg.
- Adolf Ledebur, geb. 11 januari 1837 in Blankenburg (Harz); overl. 7 juni 1906 in Freiberg, was een belangrijk metallurg. Vanaf 1884 was hij professor, van 1899-1901 en in de laatste maanden vóór zijn overlijden, rector van de Bergakademie Freiberg. Een van de gebouwen van de universiteit, een straat te Freiberg en het mineraal ledeburiet zijn naar Ledebur vernoemd.
- Erich Rammler, geb. 9 juli 1901 in Tirpersdorf; overl. 6 november 1986 in Freiberg, brandstoftechnicus; omstreeks 1951 uitvinder van een hoogwaardig type cokes uit bruinkool; om die reden door de regering van de DDR met een hoge onderscheiding begiftigd. Rammler was enige jaren professor aan de Bergakademie Freiberg. Ereburger van Freiberg.

### Overigen
Personen, die slechts korte tijd als docent of student aan de Bergakademie in Freiberg verbleven, zijn in de meeste gevallen uit deze lijst weggelaten.
- Ulrich Rülein von Calw (1465-1523), humanist, arts, wiskundige, geodeet en astroloog; geruime tijd magistraat en burgemeester te Freiberg
- Gottfried Silbermann (14 januari 1683 – 4 augustus 1753), beroemd Zuid-Duits orgelbouwer; in Freiberger kerkgebouwen zijn in totaal 5 orgels van zijn hand bewaard gebleven: twee in de Dom van Freiberg, en één in de Johanniskirche, de Jakobikirche en de Stadtkirche Sankt Petri.
- Friedrich Anton von Heynitz (1725-1802), aristocraat en mijnbouwdeskundige. Hij was mede-oprichter van de Bergakademie in Freiberg.
- Friedrich Mohs (1773-1839), mineraloog, bekend van de Hardheidsschaal van Mohs, van 1818-1826 professor aan de Bergakademie in Freiberg.
- Georg Amadeus Carl Friedrich Naumann (1797-1873), befaamd mineraloog en geoloog, van 1826-1842 professor aan de Bergakademie in Freiberg.
- Friedrich Constantin baron von Beust (1806-1891), mineraloog, geoloog en jurist. Hij was een belangrijk bestuursambtenaar, o.a. Oberberghauptmann, en bereidde een hervorming van de wetgeving op de mijnbouw in het Koninkrijk Saksen voor, die in 1868 werd gerealiseerd. Ereburger van Freiberg.
- Günter Blobel (1936-2018), bioloog en arts, in 1999 winnaar van de Nobelprijs voor Fysiologie of Geneeskunde , woonde als tiener te Freiberg en liep daar het gymnasium af. Ereburger van Freiberg.

## Partnersteden

### Buiten Duitsland
- Wałbrzych in Polen
- Gentilly in Frankrijk
- Nes Ziona in Israël
- Příbram (Duits: Pribram) in Tsjechië

De jumelage met Delft (Nederland) werd beëindigd in 2018.

### In Duitsland
- Amberg in Beieren
- Clausthal-Zellerfeld in Nedersaksen
- Darmstadt in Hessen